# 李德裕
李德裕（787年—849年），本名李缄，字文饶，赵州赞皇县（今河北省石家庄市赞皇县）人，出自赵郡李氏西祖，晚唐著名政治家、思想家、文学家，一生历经自唐德宗至唐宣宗共八朝，爵至卫国公，因此别号李卫公，終年六十三岁。
李德裕年轻时因抵制贡举制度而随父李吉甫奔波，在京师不久便因裴、李之争贬于地方，出镇浙西、淮南、西川等地，在各地取得了很多政绩。在他从政的四十年中，李德裕也参与了著名的牛李党争，被普遍认定为李党的领袖人物。唐文、武两朝时为李德裕政治的巅峰，这使得牛党受到很大的抑制。同时，李德裕在此期间主持了多种重要的国策，他对既有制度法规进行了多次改革措施。他在中央打击了宦官的势力，对科举进行了调整；在外则试图抑制藩镇实力，同时有效抗拒了回鹘并充实了边境的防御。其务实的政治主张被称赞为当时“第一等人物”，北宋时期领导了庆历新政的名臣范仲淹对他的改革也多加赞赏。
除政治上的作为，李德裕也是当时著名的文学家，是中晚唐文坛变迁的核心人物之一。在他游历各地的过程中，也和当时很多著名文人有密切的交流，如元稹、白居易、李商隐、杜牧、刘禹锡等都是李德裕文坛诗友。李德裕留存有《会昌一品集》、《李文饶文集》等作品传世，文章多以务实为主，主张求质实、去浮华的文章风格，继承了曹丕的文学理论。其文赋诗词也多被与杜牧、元稹等人相比较。

## 生平

### 早年
唐德宗贞元三年（787年），李吉甫于长安任太常博士，李德裕于其在长安万年县安邑坊的住宅内出生。贞元八年（792年）四月，李吉甫因窦参与陆贽之案牵连被贬为明州员外长史，李德裕随父一同移居明州。三年后，陆贽被罢相，贬于忠州，而李吉甫也因此被升为忠州刺史，李德裕也一同移住，《酉阳杂俎》有故事记载此间李德裕于翟塘遇到过怪物。李德裕秉持自幼就有的志向，苦心力学，精通《汉书》与《左传》。尽管已有足够的文采，李德裕因不喜欢科举考试而随父亲辗转各地，也不与当地诸生一同参与乡举。至贞元二十一年八月前，李德裕因父亲转任郴州、饶州而多次迁家。
唐顺宗永贞元年（805年）八月，李吉甫受命由饶州调回京师，李德裕却依旧拒绝考试入仕。据历史学家李文才的推论，因李氏家族源自李栖筠及李吉甫对待当时科举制度的态度，李德裕受环境影响而有相同的抗拒心理，即对进士科的浮华问题有共识。同年十二月，顺宗病逝。

### 入仕
唐宪宗元和元年（806年），李德裕随李吉甫回到京师。元和四年十一月，由于淮西彰义军易权于吴少阳，李吉甫自请为淮南节度使，后以王起为掌书记。当时李德裕也随父出镇，并曾与时已任御史的王起游玩于汴州等地。元和八年，李吉甫因在相位七年受褒奖，李德裕也因父恩萌补为秘书省校书郎。李德裕当时尽管与好友王起同在京师为官，却不常见面，有次雨天去拜访王起时发现对方已经入朝，于是互叙诗言情，感叹两者官署不同而无法如以前那样亲密的交流。同年，李德裕为避嫌而辞校书郎一职，出为地方官，转多位节镇幕府从事。
元和九年十月，李吉甫去世，李德裕循例丁忧守制。元和十一年，张弘靖去相位，出镇河东，驻于太原，弹压王承宗。李德裕次年在丁忧结束后继续受任于藩镇，张弘靖因崔公信升殿中侍御史，辟李德裕为新任掌书记。元和十三年六月，张弘靖组织了唱和诗会，李德裕与崔恭、韩察、高铢、陆瀍、胡证、张贾等人同酬唱。当时，由于张弘靖镇守太原，没有奉承周边宦官，适时监军使魏弘简不满却无法在公务上指出有何瑕疵，便进言宪宗说张弘靖有很多书画收藏。宪宗知道后下诏索要，李德裕代替张弘靖撰写了进献多种书画的书状《代高平公进书画状》、《进玄宗马射图状》，后所献书画受到宪宗赞赏。元和十四年五月，张弘靖拜为吏部尚书，李德裕随张弘靖入朝，除为监察御史。后张弘靖再出镇地方，李德裕留于京师。

### 穆宗朝
元和十五年正月，宪宗被杀，穆宗即位。李德裕于十三日被任命为翰林学士，仍守监察御史，二月二十日兼为屯田员外郎。穆宗为太子时就听说过李吉甫的名声，后面见到李德裕，也非常重视李德裕。因此内廷所出诏书，大部分都是让李德裕草拟的。穆宗在位初期，政治决策不端，经常采取施恩等疲怠手段，导致了很多用心不良的皇亲国戚借此插手内廷，与当权官员私通有无，而李德裕对这样的现象有憎恨之感，遂于长庆元年（821年）正月上疏论事。在疏中，李德裕指出驸马等亲戚因身份特殊，不应和朝廷重要官员有过多接触，他说现在他们都到宰相及各种高层官员的私宅中，因非自身有一技之长而得以被引荐，所以只能利用机密信息为交换。他认为这些官员居清高显贵的位子，若有公事理应直接于中书省等官署内解决。这一事论得到了穆宗的赞同。在翰林院期间，李德裕结交了同任职翰林院的李绅、元稹，三人因性情相投，文采出人，在当时被并称为“三俊”。三月二十三日，李德裕改官考功郎中知制诰。
长庆二年正月二十九日，李德裕加翰林学士承旨，二月四日迁为中书舍人。在中书舍人任上，李德裕多接触机密参要信息，工作做的很好，在任仅两个星期后，被穆宗调任出为御史中丞填补缺职，专以治肃朝纲。同月，李逢吉自襄阳回朝，他早在宪宗元和时，因对淮西战事的不同意见不受宪宗待见，被下放为剑南东川节度使，此次回朝就任兵部尚书。适时元稹、裴度任相位，于是李逢吉暗中安排人手，挑拨两者关系。至六月，元稹和裴度皆因此被罢相，李逢吉顺利代为门下侍郎同平章事。经李绅等人的辩解，裴度得以留在京师，而李逢吉为排挤以裴度为代表的李德裕、李绅等人会阻碍他，便多加排挤。于是李绅被调为御史中丞，李德裕则外放为浙西观察使。

#### 节度浙西
窦易直在李德裕上任前为当地团练防御使，七月份时治下汴州将领李㝏将将主李愿驱逐，窦易直听闻后想要使用府库财物犒赏安抚驻军，后因有人进言说如此赏赐没有名义，还可能会有新的忧患，于是没有执行这一计划。然而军士都知道了这个消息，恰巧由于河道干旱，转运司无法正常转送金钱粮食，另一将领王国清以这些库存为赏赐的借口唆使驻军叛乱。在事发时有人告密，导致王国清被捕下狱，却有上千叛乱军士攻破牢狱，救出王国清。窦易直在退到城楼上后许诺用十万钱换一级叛军首级，使手下开始反击叛军，活捉并处决了王国清在内的三百多叛军。至九月李德裕接任前，窦易直大肆将府库内的财物封赏于将士，导致这些军士非常骄横。于是李德裕实施节俭的政策，将地方收入都用为军费，使得那些军士不再抱怨。在任两年后，润州府库也逐渐充实，驻军也恢复了战斗力。
长庆三年，李德裕时三十七岁，敢于实施各种新的政策，革除那些会损害百姓利益的旧俗。当时润州等地治下百姓多迷信巫祝神怪，导致了当他们父母亲人病重时，便不敢继续养育而离去。为了改变这一类风俗，李德裕专门选择当地那些德高望重的长老等有识之士，宣传了慈孝及患难与共的道德观念，并在此基础上利用法律约束这类行为的再发生。同时，李德裕下令捣毁各地淫祠，鼓励祭祀当地以前的贤臣；那些容易窝藏盗贼土匪的山房也一俱被毁。除此之外，李德裕也上疏阐述了百姓有厚葬的习俗，他开始禁止此类风气以使地方可以休养生息。李德裕指出，当时百姓对父母没有尽孝，反而在死后实施厚葬之举，不但所用的礼器僭越礼制，祭奠过程十分奢靡，还配音乐送终。这样的葬礼多为社群共同集资或借贷自己筹划，导致日常的积蓄被挥霍一空。这样的现象对百姓而言习以为常，并不敢随意废除这样的习俗，最后使得人户贫破。因此李德裕提出要严禁贵重如金、银等物为葬礼时装饰，严格惩罚僭越制度来陈设音乐并使用更高等级的葬器的人。这一提议得到了同意，敕中规定说各类利器规格不能超出典章所定，继续有厚葬之行为的人家尽管不去问罪，却也需要在官府备案。据统计，李德裕治下共除去淫祠一千多所，山房一千五百间，当地的风气大有转变。穆宗特下诏褒奖李德裕之政绩。

### 敬宗朝
长庆四年（824年）正月，穆宗去世，敬宗即位。敬宗登基后生活奢侈，向浙西下诏令命令当地进献二十具盝子，共计会花费一万三千两银子和一百三十两金子。七月，在制作了两具盝子进献后，李德裕上疏想要敬宗免除这些额外的负担。他在疏中指出，浙西府库储备的银子只剩下两三百两，千方百计凑出来了两具盝子；另一方面就算节省支出，当地财政还有十三万贯的亏空。他委婉的指出说上奏此事是既不想负任命之恩，也不希望会使军需缺阙，对下横征暴敛，于是敬宗罢去此次进奉。尽管已经有敕书规定不许进献，一个月后的道路上依旧来往很多征收贡品的使者，李德裕再奏事，却没有得到回复。九月，又下诏于浙西，令进献一千匹缭绫。李德裕再次上疏谏言，不但指出浙西所部无法提供那些贡品，还说明了多位前朝皇帝的节俭风格，期望敬宗可以效仿这些好的行为。这件事情在后世也多被引用与各类奏疏散文，宋代孙甫认为这说明了李德裕以治下百姓为本的思想，不奉承君主的欲望。
十二月，徐州节度使王智兴试图在徐、泗等地设置佛教戒坛，李德裕上《王智兴度僧尼状》弹劾王智兴，指称他为奸幸。李德裕指出自宪宗元和二年起有敕禁止私自剃度，王智兴在各个辖区发榜通知戒坛的事情导致一户人口中必会让一人剃发，只为逃避朝廷赋税，利用宗教的身份来隐瞒自己的资产。而由于元和禁令导致佛门不再兴置戒坛，王智兴的奏请使全国范围的沙门奔走，据李德裕的见闻，每日至少有百人渡河来度。王智兴请建戒坛的理由为庆祝诞节，而李德裕据此估计等到那时候，江淮以南将会有六十万壮丁不在户册。尽管李德裕上疏后此事被罢，王智兴依靠此事致富，获得了很多利润，被时舆论所抨击。
宝历元年（825年），敬宗即位未久，他注重于玩乐之事，对理政没有兴趣，于是李逢吉和王守澄等人把持朝政，时为宰相之一的牛僧孺因考虑到以后的仕途于正月上表试图辞去相位。当时敬宗喜爱游幸，一月中上朝次数不过三，导致了很多官员很难觐见皇帝。因此李德裕于二月八日上《丹扆六箴》劝谏敬宗，分《宵衣》、《正服》、《罢献》、《纳诲》、《辩邪》、《防微》六篇，全方面例举敬宗理应效仿的前代贤君。在箴中，他用伯禹、光武的例子劝诫敬宗要早起上朝，并且不能因为其他原因就不早朝；他用汲黯、杨阜的例子劝诫敬宗不贪图华美的服饰或安逸的享受，要遵守礼制；他用汉文帝的例子劝诫敬宗不要多征地方进献多余的事物，不超脱自然就是至理；他用汉成帝、魏明帝的例子劝诫敬宗针对合适的谏言从善如流，不因忠言逆耳而不听；他用汉昭帝的例子劝诫敬宗多了解自己的国家，多分辨臣子所上奏疏的利弊；他最后用汉武帝、莽何罗的例子劝诫敬宗遵守皇帝应该遵守的法度，居安思危才能免去遗虑。敬宗后经韦处厚手诏赞扬了李德裕所上谏言，在诏内赞赏了他于浙西期间的政绩，并肯定了这一箴谏的积极性。此时李德裕为浙西观察使有数年，希冀回朝任事，由于其箴言间接抨击了李逢吉，在李逢吉的排挤下继续留任浙西，不得升迁。
宝历二年二月，亳州有僧人诓骗百姓，说有一处圣水可以治疗疾病。李德裕亲自去探查了情况，并在最后上奏中央。他在奏疏中指出，圣水一事是僧人为钱而设的骗局，每一斗水要价三贯。那些病人在去取水之前断绝荤菜的进食，喝完水后还持续两个星期只吃素，这导致很多人病情没有好转，反而更容易有生命危险。李德裕在视察过程中看到有两浙、福建的百姓都过来取圣水，他每天阻拦的人口高达数千人。那些取水的人中还有的人取后加入其他水源地的水，再转卖获利。李德裕认为圣水一说为妖妄之言，他在调查过程中曾取水做了试验，若圣水有传言所说的功效，那么煮肉的时候肉不会有变化，最后试验结果证明圣水没用，因此他提议令汴宋观察使令狐楚堵塞“圣水”以从根本上安抚地方。时任执政的裴度同意李德裕的说法，批准李德裕所奏。
敬宗一直追慕神仙术。宝历二年五月，有一名山人杜景先上奏状，愿意在淮南、江南等地寻访奇人异士。浙西有道士周息元是杜景先的好友，杜景先对敬宗夸耀说周息元已经活了几百年，敬宗遂派遣中使迎接周息元到京师。当时还有诏下于李德裕，命他准备公车提供乘行。李德裕认为周息元所说荒诞不经，上疏告谏敬宗说他见过的那些所谓道士都是纯粹附和皇帝，使用小的伎俩来糊弄别人，文成、五利两位将军的道术也没有灵验，因此在他看来值得戒备。李德裕在疏中进一步用高宗和玄宗没有选择服用那些异士炼出来的黄金为例，说明他在支持敬宗追寻隐士的同时注意自己的身体健康。抵达京师后，周息元自称认识张果、叶静能，还描述出他们的面相供画师画图。但是由于他只是平常人，对道学一窍不通，说话怪诞，于是在文宗即位后被放回江西。敬宗在位的三年时间中，一共给浙西下过四次诏书要求推举当地的佛、道高人，但是李德裕一人都没有推荐。后修《旧唐书》的史官据周息元的事情为例，认可李德裕见识深广并坚守正道。

### 文宗朝
宝历二年十二月八日，敬宗被杀害，文宗即位。大和元年(827年)九月，时仍为浙西观察使的李德裕与浙东观察使元稹一同加检校礼部尚书。当时李德裕纳段成式为自己的幕僚，曾与其一同饮宴。有一次他与李德裕谈及唐朝的词人优劣，李德裕指出当时流行有张九龄之“灵芝无根，醴泉无源”，其实出自虞翻的书信，张九龄只不过将芝草换成灵芝而已。段成式后来碰巧收藏到《虞翻集》，查阅验证了李德裕所言不虚。大和二年，李德裕因在浙西任上的政绩加衔银青光禄大夫，被赞其惠政“洋溢于歌讴，天下闻之久矣”。
大和三年初，李德裕在浙西推崇道理，治下既有儒学也有各种宗教，只禁止僧人只为蛊惑群众而皈佛。曾有僧人法融在浙西传道，于高宗显庆二年去世，李德裕为法融修造一座新塔，捐献出自己越二十万钱的收入。三月，新塔修成，李德裕为此专门写信给京中好友刘禹锡，请他为这座塔撰写记文。八月，李德裕被召还入京，为兵部侍郎。裴度本欲推荐李德裕为相，李宗闵却在宦官的帮助下先拜相。九月，李德裕检校户部尚书，出为郑州、滑州节度使。

#### 节度郑滑
早在大和元年，李同捷被诛，适时魏博节度使史宪诚也参与镇压李同捷之战，却暗自接济李同捷，于是后来本为义成军节度使的李听被命兼任魏博节度使。大和三年，史宪诚因一直对中央阳奉阴违，致使他被部下聚众所杀。何进滔被城内叛军推举为首，率军突袭时驻扎在城外的李听，李听所部溃败之下不得不退守滑州。由于多次动兵，朝廷期望先休养生息，于是魏博与郑滑暂为对峙状态，何进滔也被封为魏博节度使。战事过后，御史中丞温造等人上疏弹劾李听，尽管文宗未加罪于李听，他的兵权被收回，转为太子少师。当时的义成军治下郑滑等地物资殚竭，军队因连续作战也十分疲惫，急需牧民官员施行新政，使当地休养生息。恰逢李宗闵等人排挤李德裕，他便被命接替李听统辖义成军镇。
李德裕出行前，好友刘禹锡赠诗送行，其内表达了他期许出身前朝宰相李吉甫家门的李德裕也可以入相，并称赞了他在浙西八年期间的政绩可嘉。不久于大和四年十月，由于剑南西川节度使郭钊因病不能任职，李德裕被调任顶替郭钊节镇成都，官加检校兵部尚书、充剑南西川节度使并兼成都尹，义成军节度使一职由崔元略所替代。十二月，新任浙西观察使段嶷转奏百姓和将校为李德裕立碑的请求，文宗同意并下敕嘉奖李德裕在浙西时功绩，令礼部侍郎贾餗撰写碑文。

#### 节度蜀中
当时的剑南道刚受南诏的袭略，成都南部姚州、协州，西部的维州、松州都被南诏所侵占。郭钊在当地治理不利，民生难以恢复。大和四年十一月，李德裕出剑门，抵达西川。他先派出官吏在各个州县勘寻被劫掠百姓，将每一个有名字的记录在册。经统计，共有九千人被劫掠，其中八千九百人都为寻常百姓。后李德裕靠碟谱索回三千三百人，与监军使于龙兴在大慈寺勘验了这些人。适时，为防止蜀中被再次袭扰，李德裕亲自视察治下地理情形，通过巩固关防、增加兵员的方式安定百姓的人心。他每日召见有作战经验的士卒，仔细辨别了各种山川城池的险要程度，对交通道路的状况也进行了评估，在一个月内完成了这些事情。当朝廷下令令李德裕修清溪关来阻挡南诏入寇之势时，李德裕先就地采石营造要塞，同时根据自己所了解的情况回复朝廷说此举的弊端。他指出蜀中有很多小路与蛮夷相接，不能依靠关隘来阻拦，只有重兵镇守本地才能确保安全。在他预计中，招募黎、雅州一万人加上成都两万人，只要经过训练，南蛮就不敢轻举妄动。
当留在蜀中的精锐被调归原驻地时，李德裕上奏试图挽留部分来帮助镇守。他说蜀兵心理脆弱，战斗力不够与蛮夷交战，又例举杜元颖旧事说明自己的兵力短缺。奏状中还说，李德裕走访多位将领，知道了仅仅在清溪关附近就有三条大型交通要道，还有很多小路，他恐怕南诏用从蜀中劫掠所得与吐蕃结盟共同入寇。朝廷后同意了李德裕所奏，来自郑滑、陈许两镇共一千五百人的精兵被留于蜀中戍守边疆。其时李德裕也开始遴选有战斗力的州兵，其中老弱、不听令的士卒都被淘汰，最后剩下七成的兵员；还从河中、浙西等地找来工匠打造更精良的武器装备。在治下百姓中，李德裕以两百户出一男丁的比例招募民兵，并称他们为“雄边子弟”。这些民兵中的精锐被他编为十一军，以保义、慕义、飞星、流电等为名。于是为进一步遏制吐蕃和南诏，李德裕下令修造杖义城以掩护清溪关；修造御侮城以掩护荣经；并重新修葺了邛崃关，在这些兵城关隘中储备粮食，使得蜀中民心稍微安定。
除为军事备御而准备，李德裕对各地的内政也进行了相应的调整。本在边境戍守部队的粮草来自于内地的漕运，它们从嘉州、眉州一路运至大度水，这使得抵达时已为夏日，很多船夫因水土不服而死。李德裕遂令邛州、雅州为源，十月份开始运粮至阳山地区，错开了炎热的季节，减少了天气所造成的死伤。适时蜀中很多女孩子被父母卖给别人为妾，于是李德裕令十三岁以下者服行五年的劳作、十三岁以上则为三年，完成后再回到父母家。另一方面，李德裕也效仿他在浙西的政策，拆毁了很多违章建造的寺庙，并借此增加了百姓耕种的田土面积。后他下令禁止如剃发而肆意娶妻等陋习，使得治下风气转变。

##### 归还维州争论
在李德裕坐镇并对西川进行了改革后，南诏和吐蕃对唐戒心越加强烈。大和五年九月，李德裕收到吐蕃治下维州副使悉怛谋帅手下部将投降的请求，他怀疑有诈，托言说要等命令。于是悉坦某直接带人到了成都，李德裕不得不派行维州刺史虞藏俭带兵先入驻维州城。随后，李德裕就此事上奏文宗，请求新的指令。此奏疏被传至尚书省，由多位官员共同商议，其中牛僧孺持异议，他指出吐蕃面积广大，维州的缺失不能伤害到吐蕃的元气，并说维州地理位置偏远，吐蕃很容易可以攻打至唐腹地，有维州对战局没有帮助，因此不宜同意收纳维州。李德裕后再上疏，说明了自己针对吐蕃的战略计划。在疏内，他指出维州对于吐蕃和唐廷都非常重要，维州城三面临江，不但是蜀中可以进击南诏和吐蕃的要冲，也是吐蕃在西方可以抵御唐廷的险要。他进一步解释说维州地理的重要性体现于当初韦皋千方百计试图进取维州就是为了可以镇戍边陲，如果现在依靠维州城布置防线，则可以省去其他很多兵寨集结的重兵，也能威胁到失去维州保护的吐蕃城池。文宗最后认为牛僧孺所言更有道理，考虑到唐与吐蕃关系刚刚建立，即命令李德裕归还维州及请降者。维州当李德裕送悉怛谋回吐蕃后，得知他们在吐蕃境内就地诛杀，因此加深了和牛僧孺的矛盾，而李德裕的支持者也认为牛僧孺的举动是防止李德裕获取功勋。
后于武宗会昌三年三月，李德裕再以此事上奏武宗，提出此事以前被牛僧孺等人所阻碍，请求追封因此被杀的悉怛谋。在奏疏内描述了他被迫将悉怛谋送回时，吐蕃的使者直接将他们在唐国界内虐杀这些人的见闻。于是武宗同意追封悉怛谋为右卫将军。
后世士人对李德裕、牛僧孺针对此事的意见有分歧的看法。宋代司马光在他的《资治通鉴》中对此事评论说唐与吐蕃刚刚建立好关系就占据维州，无论是从利益或者义理上都是不对的。他认为当时李德裕说此事是从利益的角度出发，牛僧孺则是从大义的角度出发，因此牛僧孺所言更符合他的看法。后洪迈也明确支持司马光的论断，以牛僧孺之论为正确。陆游却持相反的意见，他写《筹边楼记》追述李德裕的事迹，引用了重建筹边楼的范成大对牛、李在维州事上的评论，认为李德裕镇守蜀中时，维州一事就是因为牛僧孺而功败垂成，如果维州被拿下，则李德裕可以据此取得更多的功绩。胡寅从另一个角度回护李德裕，说牛僧孺放弃唐原有的土地，并将归附的人捆缚送回是“以小信碍大计”，李德裕为洗刷前朝耻辱并奏请追封悉怛谋是大义的体现。后宋明理学著名的代表人物朱熹明确指出李德裕奏疏所言都是为國谋事，而牛僧孺尽管以义理说事，却是完全为了一己私利。
明代史家王夫之在其著作《读通鉴论》中针对此事有更为详尽的评论。他指出，维州一事支持牛僧孺的观念是自司马光开始的，司马光的目的是为说北宋当时对外的军事政策积极，从而利用牛僧孺的观点来告诫皇帝。王夫之进一步说明了唐、宋两个时代对外的强弱对比不同，战略利害也是两个方向，用一时的判断决定千秋的是非是有问题的。他详细分析了当时吐蕃的国力，用接近李德裕时期的几个战事为例，说明当时吐蕃军队的战斗力不同以往，对比唐军相对弱小。随后他强调了将归降的悉怛谋等人再送回吐蕃屠刀之下会使他人寒心，牛僧孺的一番言论在他看来属于私党之见，无视国家本身的利益需求。现代著名史学家岑仲勉先生在考证时也引援了王夫之的观点，并在此基础上利用牛党当政后的事例为旁证，将两个时期同样占据维州等城的行为作对比，指出了前后叙述形容的矛盾之处，认为牛僧孺此举即是“以私害公”。

#### 第一次拜相
在维州事发后，文宗对自己的决定有后悔之意，时西川道监军使王践言转为枢密使，奏对文宗时支持李德裕所言。大和六年十二月，牛僧孺因此被罢为淮南节度使，李德裕则被召为兵部尚书入朝，段文昌代为剑南西川节度使。后段文昌上奏请为李德裕立德政碑，其奏疏为张弘靖子张次宗所草拟。次年二月，李德裕拜相，为同中书门下平章事守兵部尚书，爵进赞皇伯，食邑七百户。李德裕面见文宗谢恩时，文宗问及朝廷中的朋党情况。李德裕认为当时官员里三分之一的人都属于朋党，就算新入朝的也会趋炎附势陷入党争，他进一步建言说要任用更公正的官员，藉此消除朋党。当时以杨虞卿、张元夫等人为首的朋党政治下行政受到严重干扰，文宗对此十分不满，李德裕借机建议贬官这几个党魁，于是文宗分别贬斥杨虞卿为常州刺史、张元夫为汝州刺史。后李宗闵发话说李德裕在外地时间长，对朋党的情况不如他清楚。他指出杨虞卿在和宾客应酬时被称为行中书，因此他没有给杨虞卿一个好的官位。李德裕讽刺说如果给事中不好还有什么官好，使得李宗闵无言以对。
李德裕初为相，便开始针对京中一些旧制进行了改革。以前的时候，三省六部的官员需要在执宰空闲时才能拜见，其他官员非公事不能谒见。李宗闵在权时常常有客人，时为太子太傅的李听带人在李宗闵处聚会，喝醉了才离去。李德裕因此规定了百官有公事要参见宰相的，必须先通报于宪台，罢朝后也不能到中书省来，而是直接从龙尾道离开。京兆府本在上朝时安排护送的卫兵，被李德裕以没有重要的事情时不需要武备的理由罢去；罢朝后百官也被禁从兴利门抄近道。在这几项规定被贯彻后，禁中官署秩序得到了改善。中书、尚书两省以前为使自己赚取利润，给予江淮一些豪商便于通货的令符。这样一来，那些商人就被各个城镇奉为上宾，并依此抬高自己的地位。这些作为使得各地本土的小商贩所占据的市场被侵吞，利润被那些最富的商人所赚取。李德裕判说他们不应与百姓争利，因此罢去了这项特权。六月份，李宗闵罢相，李德裕本官晋为中书侍郎兼集贤殿大学士。
宝历元年时，刘从谏的父亲刘悟去世，刘从谏效仿河北三镇的做法，世袭为昭义节度使。当时的执政李逢吉因为受贿，帮助李从谏拿到节度使的位子，李绛的反对被压了下去。大和七年七月，宣武节度使杨元卿生病，朝廷讨论换人代替，李德裕便提出将刘从谏调任到宣武军，以截断与山东的关系，文宗却认为不可行，最后李程代为宣武军节度使。同月，李德裕上奏，引用代宗时宰相杨绾针对教育的一封书状，建议科举以经术为重，其中进士科以议论经籍为主，删去诗赋等浮华却不务实的题目。针对皇室、勋贵的后代，李德裕也一并提出了几点提议，他认为那些王族生养在深宫没有好处，不应该如此浪费赋税所得，可以让诸王出任各地为长官并检验他们的才能。这些建议被文宗所采纳，他于八月册封太子后下诏，落实了这几项政策。然而，最后由于无法确定需要空出的职位，诸王一事被罢。
大和八年正月，逢新一轮进士及第。当时的惯例是礼部将进士的名单呈报给中书门下复核，礼部侍郎先将名单交由宰相过眼，经宰相同意后再放榜取士。李德裕认为此举不妥，他指出在这过程中榜单多有修改之处，也导致外人多有流言。所以尽管审查更为精细，宰相也不应先于他人知道取舍。于是他下令说礼部以后进士名单不用呈报，直接放榜。

#### 贬官袁州
早在敬宗时，王守澄即和郑注有勾结，于大和年间郑注依靠王守澄的帮扶成为内廷一员。大和八年八月，李逢吉族人李训说服李逢吉，入京贿赂郑注，借此被王守澄推荐给文宗。文宗因中意李训讲解易经的水平，想要提拔他入翰林为谏官。由于李训早年试图陷害裴度，事发被流放，李德裕劝告文宗说李训向来的作为文宗也知道，不适宜当为近侍官员。后王涯支持文宗，使得文宗犹豫不决，最终下敕任命李训为四门助教。给事中郑肃、韩佽封驳了这一敕书，被王涯召见说李德裕留言让他们不用封驳，于是这封敕书顺利下达。第二天，两人将此事报告给李德裕，李德裕批评他们说就算说不封还也要当面讲，不需要托人传言，而且给事中的封驳之任也非要宰相复核的。九月，郑注回朝，他和王守澄、李训一同计划对付李德裕，他们利用李宗闵和李德裕的旧怨，引诱李宗闵和李德裕更加敌对。十月，李宗闵被召入朝为执政，李德裕则因此被出为山南西道节度使，李训在当日便充为翰林侍讲。
对李训的任命导致了给事中郑肃、韩佽等人的抗议，不得不退回成命。李德裕面见文宗，请求留在京师，数日后还为兵部尚书。李宗闵后指出李德裕为节度使的诏书已经下达，于是李德裕不再有平章事的头衔，节镇改为镇海军。由于朝中大臣结党互相针对，文宗多有担心，认为去除朝廷里的朋党比平定河北还要难。
大和八年十一月，李德裕赴润州任，途径汝州时，受到了时为汝州刺史的刘禹锡招待。次年，李训、郑注试图诬陷德裕，他们利用了在大和五年发生的宋申锡一案，指使王璠、李汉上奏构陷说李德裕在浙西为观察使时贿赂杜仲阳以结交漳王李凑，图谋不轨。胡三省在他对《资治通鉴》的注释中指出以资治通鉴本身文本为准，李德裕就任时间的差距使他不可能参与入宋申锡一事。当文宗召集几位中枢官质问此事时，路隋不认同李德裕会做这种事，他指出如果李德裕有罪，那么他应也有罪。最后于四月十一日，李德裕被贬官为太子宾客，分司东都，路隋则因此被罢相，替为镇海军节度使。两个星期后，李德裕被文宗以皇帝生重病时没有任何忧虑、在蜀中贪财、贿赂奸人为由，贬为袁州长史。

#### 节度淮南
大和九年十一月，甘露之变事发，失败后王涯、李训等人皆被当场诛杀，而时为凤翔节度使的郑注也因此被杀。时执政薛元赏成功平抚神策军，稳定了内廷。李德裕此时已在袁州任，他在任期间作了多首描写当地环境的诗赋并和儿子李烨唱和。当时还是郡学生的卢肇也受到过李德裕的礼遇，后于会昌三年科举中为进士第一。
开成元年（836年）三月，由于文宗意识到当初李德裕勾结漳王一事属于郑注等人的污蔑，他升李德裕官为滁州刺史，阶复银青光禄大夫。四个月后，李德裕官复太子宾客分司东都，他九月十九日抵达洛阳，居住于平泉山居。其好友刘禹锡也任同职，两者互相作唱和诗多首。文宗时问几位执宰，说朝廷现在还有什么遗留之事需要处理，几位都回答说有宋申锡之事还没解决。文宗感叹说当时兄弟都不能保护，何况是宋申锡，于是让人追为褒赐宋申锡。他又说李德裕现在就如同宋申锡，有意下诏升李德裕为浙西观察使。后在与学士说此事时，黎植反对说驱逐朋党时李德裕和李宗闵都被贬出，只有李德裕连续三次升官。文宗便问他曾经推荐的郑注是李德裕想要杀的人，现在官位应该给谁。这使得黎植不敢再对，于是十一月二十一日，诏下李德裕，再任他为浙西观察使并于十二月四日自洛阳出发赴任。李德裕前后共三次节度浙西，加起来已有十年以上。
开成二年五月，李德裕改官为淮南节度使以顶替牛僧孺，同时检校户部尚书兼为扬州大都督府长史，牛僧孺则调为检校司空，官升东都留守。牛僧孺听说此事后，先将军政等事务托付给了自己的副手张鹭，再行入朝。当时扬州府库中藏有八十万贯的钱帛，李德裕到任后先循例清点治下府库的钱帛军械等物，发现钱只剩四十万，其余一半记录被张鹭所支用。于是李德裕上奏言明此发现，牛僧孺认为此事没错，诉讼于文帝，姚合、魏謩等官也以此弹劾李德裕说他因私怨而中伤牛僧孺。在文宗下令李德裕再行核实后，李德裕上疏认罪，指出节镇替代时有“杀半数”的惯例，承认他没有认识到这一情况。文宗下诏免除了这一罪责。开成四年四月，李德裕检校尚书左仆射。

### 武宗朝

#### 第二次拜相
文宗开成五年正月，武宗被立为皇太弟并勾当军国事，在神策中尉仇士良等宦官的帮助下登位。由于当时的执政杨嗣复、李钰本支持前太子，武宗将他们罢去，在七月时召李德裕回朝，时为宣武节度使的李绅代为淮南节度使。李德裕于九月抵达京师，即拜相，本官升吏部尚书同中书门下平章事，兼为门下侍郎。当入谢时，李德裕向武宗提出了几条谏言。他指出，要治理好朝廷，需要先辨别正邪，而可以辨别的方法就是看是否结朋党；后再引用了管仲与齐桓公故事来说明政出一门的重要性；最后建议执宰任期不能长久，对比了贤相姚崇三考满后退相和李林甫总掌朝政十九年招致天宝时期的衰败。十一月，李德裕为义成军节度使时替代史宪诚为魏博节度使的何进滔去世，他的儿子何重霸被推举为首。李德裕知道后致书节度河阳的李执方，请他劝说李重霸归顺朝廷。
会昌元年（841年）二月，仇士良因刘弘逸、薛季棱为文宗所看重，唆使武宗将两人赐死，并派出宦官诛杀被贬为湖南观察使的杨嗣复和桂管观察使李珏。三月二十四日，李德裕休假在家，晚上闻知有中使出发去处置杨嗣复和李钰，便找人向盐铁转运使崔珙、户部尚书杜悰核实此消息，确知有使离开后他连夜草拟了一份奏状。二十五日早晨，崔珙、崔郸、陈夷行三位执政都已到中书，于是李德裕在一起吃饭的时候完成了这封奏状，请三人与他一同在延英殿与武宗论述此事。然而第一份奏状没有回复，李德裕遂于中午写了第二封奏状再进，并也请枢密使到中书，询问赐死之事的真假，枢密使便透露说杨嗣复、李钰牵涉其中。李德裕与其他几位执政待在中书，专门等延英殿奏对的机会。至申时，延英殿开，李德裕邀请了中书门下的一些官员，对他们说就算他一个人恳请武宗救不了杨嗣复等人，他们总不会都不能打动武宗的。进入延英殿后，李德裕等人率先劝说武宗慎重考虑此事，而武宗坚持说自己不后悔这个决策，多次令他们先坐下，李德裕说没有圣旨免除赐死的命令就不敢坐。武宗在犹豫之后同意了李德裕等人所请，他解释说李钰想要扶持陈王，杨嗣复还在试图说服安王一方的杨妃效仿武则天旧事，李德裕便说这些消息虚实难知。于是武宗最终召回宦官，将杨嗣复贬为潮州刺史，李珏为昭州刺史。
九月，幽州发动兵变，主帅史元忠被陈行泰所替代，上书请求朝廷授予节度使之符节未果，又被张绛所杀。当陈行泰奏报抵达京师时，李德裕向武宗建议不要理会，他认为幽州自己会乱，后果然张绛事出。在此期间，李德裕上的《论幽州事宜状》解释了他一系列建议的原因，在内指出了幽州从朱克融就开始的不归顺朝廷的风气，计划通过不将节钺给予擅自立为节度使的将军来约束这种习俗。十月，雄武军使张仲武想要攻打张绛，他派遣手下吴仲舒到京城请求平复幽州，理由为张绛惨虐。当时李德裕召见了吴仲舒，他问雄武军有多少兵员，在知道只有本城八百加上折冲府的五百后追问这点兵力如何才能取胜，吴仲舒用利用人心和断绝粮道两种计策回答后，李德裕便上表推荐张仲武为平叛人选，加为卢龙节度使。
十月，鉴于武宗因喜好游猎，每天很晚才回皇宫，对于朝事不顾，李德裕遂上《论游幸状》劝谏武宗，说明作为君主需要有良好的作息，不能荒于游乐。十一月，武宗谒见郭太后时，太后指点他要多采纳谏言，因而翻阅了李德裕等人的谏状。这些奏疏中多为劝诫他不要频繁游猎，于是他采纳了这些谏言，减少了外出游猎的次数，那些因游玩事而可以出入宫禁的人也不再能随意出入，不再随意给赏赐。

#### 对回鹘战略
同年二月时，回鹘内乱，与牙帐关系相近的十三部落立乌希特勒为乌介可汗，下属部落多次骚扰唐边境，唐廷不知道回鹘内乱始末，因此边将和侵轶的回鹘士卒有所交锋。李德裕撰诏《赐背叛回鹘敕书》，在内指出了当时南下的回鹘部落烧杀抢掠，警告他们不要继续；同时也说唐廷一方不知道当时嫁过去的太和公主的情况，因此派遣使节魏謩前去宣旨，警告回鹘一方不要再动刀兵，也令唐军固守边疆，先不和敌军交兵。
八月，天德军回报中枢，报告了回鹘近期的动乱结果，说明了可汗的变换始末以及太和公主被新可汗所截迁移到其他地域的事情。由于回鹘部落迁移时缺乏后勤资源，在抵达唐边境后试图用金子、玉石等事物换取粮食，天德军使田牟贪财想要冒领功勋，和监军使韦仲平奏议提请出击回鹘，这一提案由朝廷官员共同商议是否批准，李德裕上奏想要用抚慰的方式对待回鹘，他提议接济回鹘三万石粮草，武宗对此奏犹豫不决。李德裕提出，这次回鹘移居到天德军附近的嗢没斯特勒一部穷无所归，以前也和唐秋毫无犯，不应趁人危难再去攻打。他还用汉宣帝与呼韩邪单于为例建议派遣使臣带三万石粮草去宣抚回鹘部落，陈夷行反对说这是资敌行为。李德裕便说德城拥兵只有一千多人，战斗不利的话城池就会沦陷，不如直接安抚，就算敌方想要入寇，反击之事也是要集合多路军队，而非天德军独自所可以抗击的。最后，鸿胪卿张贾遣为巡边使出使回鹘，宣告朝廷的回应并先观察他们的具体情况。张贾出发后，武宗问李德裕能否保证嗢没斯是真的请降，李德裕回答说他也不能确定，他认为在这样的情况下可以先用怀柔的政策，召集河东和振武军士兵防备意外。他表示如果回鹘决定攻打城镇，可以用武力驱逐，田牟也可以获得军功。后于八月二十四日，李德裕上奏状，他认为拒绝回鹘所部的投诚，并还加以攻伐，会失去大唐的恩义威信，唐军在此基础上如果还失败的话，那么就会产生更多的边患。他进一步指出，回鹘所部自六月以来，没有侵犯边关，亦或者抢夺党项的物产，回鹘之前奏上的表状也显示出了他们的诚恳。李德裕还解释了田牟所说的并非现在的这个部落，而是其他的恶徒，现在在天德军所边的是嗢没斯部落，非常饥困。为此他还举了汉宣帝五凤年间的事例，当时匈奴有乱，也有人建议趁机平灭匈奴，后在萧望之的劝说下反而遣使慰问，最后使得汉边境平安六十年。李德裕也提出了一个备用计划，即召集太原和振武军的骑兵在边境处，防备回鹘所部决定入寇。他总结说回鹘和党项等国之间的交锋是他们自己的恩怨，而唐廷不应该派军队去帮助任何一方，等到张贾回朝后就可以知道具体情况并决定下一步的策略。在此之前，约束田牟不许主动进犯。
至十一月，魏敬休前去宣读新的谕旨，指出新的可汗还没有受到自己的册命，之前几个月里多次出使回鹘，给了很多帮助，回鹘所部现在需要尽快离开唐边境；并且自己的武器装备也不能借给他们，否则其他附属也会藉此讨要。朝廷方面当时没有获知回鹘方面公主的动向，乌介可汗便以太和公主的名义派遣使者入朝，并请求唐廷将振武城借给回鹘所部，用来安置公主。十二月十四日，在李德裕的请求下，武宗下诏王会为使节，按既定的计划携两万石粮草抚慰回鹘。诏书中再次说明了回鹘作为藩属和唐的友谊，劝说回鹘所部在接纳唐所赈救济粮食后可以离开；同时拒绝借振武城的要求，催促他们尽快回到其故土。同时，李德裕上奏请求增加太原地区的防御力量，他指出朝廷过于关注回鹘，将会使得吐蕃趁机入寇。于是朝廷分别从郑滑、陈许两镇兵马中调拨三千步兵，屯戍在太原，协助大同军守卫西北。
会昌二年正月，李德裕进位司空，张仲武也就任卢龙节度使。当时根据李德裕的策略，遣兵部郎中李拭为巡边使，视察天德、振武两军备御状况。
二月，回鹘方面再次上书请求暂借振武城，理由是受到了吐谷浑和党项的侵略，把粮食都抢走了，于是李德裕拟写《赐回鹘书意》，说明了唐廷已经帮助回鹘很多次，惟有借城的事情自古未有，不能同意。这一诏书由中官杨观带去乌介可汗处宣读。同时，李德裕上疏让巡边使李拭在太原时整饬边防。他在疏内表明云州以北的整体防御要冲在于把头烽，河东节度使苻澈曾经修缮过把头烽，但是并没有在其中派驻任何士卒，如同虚设。他想要李拭和苻澈商易重新制置这一烽城，抽调兵员驻扎。另一方面，天德、振武附近的三受降城之间距离超过四百里路，位于腹地的中、东受降城都缺乏足够的兵马守卫。李德裕进一步的解释了两城的困迫处境，他指出中受降城现在驻兵只有一队，旧有的城墙破损也没有人修复；东受降城则因为是新建造的城池，城中没有水源，水供应只能依靠城外的金河和城西门外的水井。现在北边的敌人多聚集在阴山北面，自南面出来后便会先遭遇这两城，因此需要太原和振武军共同抽调三千士兵前去修筑中受降城；东受降城则可以修建卫星城，戍卫水源，同时考虑修复张仁愿时的堡垒旧址。李德裕认为这样一来就可以使得振武、天德、受降城之间会形成完整的防御链，震慑周边敌酋。他还在奏疏内指出回鹘还在边境，不得不防，而拥有稳固的边防力量后就不难后期制置回鹘。
天德军在边境多次将前来投降的回鹘百姓捕捉并杀害，王可度自天德军将此事奏上中央，指出因不敢在军城内留有这类人，所以都处置掉了。三月四日，李德裕因此事上疏，要求下诏束缚如此行为。他认为这样做有伤唐朝的仁义，建议再有捉到回鹘人，就迁移到太原地界安置下来。当时，嗢没斯告诉田牟赤心想要侵犯唐的边境，两人合谋把赤心和他的仆从杀了，但是七千户的手下随同那颉啜向东逃走，在横水地区烧杀抢掠。李德裕接到河东方面的奏报后请兵反击，他对比地理位置后认为这支军队离乌介太远，因此不属于可汗所部，密诏卢龙军前往截击回鹘乱军，用来震慑回鹘可汗。
四月，田牟上报说因为回鹘入寇，他在请示之前便出兵三千抗击回鹘。李德裕知道后，于同月十八日上疏提出了相应的策略。他指出，田牟军事能力不足，奏状中说他已经出兵三千人，说明天德军全军尽出，如果战事不利，那么天德城就难免空虚；回鹘又擅长野战，而不善于攻坚战，因此田牟应当采取是坚守城池的策略，等待援军到来。李德裕认为要从浙西、宣州共调集弓箭手七百人组成支援田牟的援军，走道河曲，这样一来可以依靠森林等地理优势截击回鹘的骑兵部队，到天德后再归入天德军指挥序列。李德裕鉴于中央和前线来往时间过长，提议先派遣中使去制止田牟出击的行动，他再提出若已经开战，为了防止有意外，要把作战经验丰富的石雄调为天德军都防御副使，统领天德军的骑兵。同时，还下诏给吐谷浑、党项等部落，许诺他们可以自留战利品，在天德军进击后一同进攻，靠杀敌数量再进行封赏。为进一步瓦解回鹘的战斗力，李德裕提议回鹘因为迁移而后勤乏力，人心浮动，所以可以让田牟诱降回鹘人，投降者给予粮食后遣送到不会影响战局的太原。而为了在战时维持后方的稳定，李德裕也提出让刘沔、李忠顺等部暂时收管回鹘俘虏、叛逃之人，部分遣散到太原。除战术的策略外，李德裕还试图通过这次战事警告周边部落，他认为尽管无法知道嗢没斯的诚意到底有几分，还是需要加官晋爵，用以体现回鹘这次是因为不归顺唐朝而获得的惩罚，唐军出击也不是以消灭回鹘为目的。后李德裕再上疏，请得诏书下发给张仲武，联合契丹等部落一同驱赶赤心的部下，并把乌介部落遣散出唐边境地域。五月，嗢没斯及其下属部落归降唐朝，获封左金吾大将军、怀化郡王。在六月时，嗢没斯的部下被并为归义军，他本人则改名李思忠，率领归义军与唐军一同讨伐乌介部。
李德裕受到武宗的信任，言聽計從。短短數年，外攘回纥，內平澤潞；更严肃整顿吏治，裁汰冗官，制馭宦官，使朝政为之一新。會昌五年（845年），協助唐武宗滅佛運動，一次拆毀伽藍四千六百餘所，還俗僧尼二十六萬餘人。會昌元年（841年）兼左僕射，及討澤潞功成，拜太尉、封衛國公。
武宗死後，會昌六年（846年），德裕被剛即位的唐宣宗罷相。初出为荆南節度使，俄徙東都留守，尋貶潮州司馬。大中二年（848年），宣宗發布了再貶李德裕制，再貶为崖州司户參軍，流放到海南島。李德裕在海南积极为当地百姓传授儒学，颇受百姓爱戴。

### 晚年
李德裕在位时獎掖寒門後進，在他南謫時，有人寫詩曰：“八百孤寒齊下淚，一時回首望崖州”。其表弟某侍郎遣人餉以衣物，李德裕回書答謝之，曰：“天地窮人，物情所棄，雖有骨肉，亦無音書，平生舊知，無復吊問。閣老至仁念舊，再降專人，兼賜衣服器物茶藥至多，開緘發紙，涕咽難勝。大海之中，無人拯恤，資儲蕩盡，家事一空，百口嗷然，往往絕食，塊獨窮悴，終日苦飢，唯恨垂沒之年，須作餒而之鬼。十月末，伏枕七旬，藥物陳裛，又無醫人，委命信天，幸而自活。”書後记（大中三年）閏十一月二十日，從表兄崖州司戶參軍同正李德裕狀侍郎十九弟。大中三年十二月初十（即850年1月26日），病困交加的李德裕死于海南海口，享年六十三岁。歿後十年，唐懿宗時，“詔追復太子少保、衛國公，贈尚書左仆射”，但并未给予谥号。《唐会要》称谥忠、赠司空，可能是误将其父李吉甫的身后待遇误记作他的。
李德裕“性孤峭，明辯有風采，善為文章。……不喜飲酒，後房無聲色娛”，自奉儉約。“承武宗恩顧，委以樞衡。決策論兵，舉無遺悔，以身扞難，功流社稷”。办事专断，受到一些朝臣的怨恨。排斥牛僧孺、李宗閔等人，但亦曾進言力救牛党人物楊嗣复、李珏。反之，牛黨中構陷李德裕欲置之死地者，多小人而鮮君子，如“白敏中、令狐綯，在會昌中德裕不以朋黨疑之，置之臺閣，顧待甚優。及德裕失勢，抵掌戟手，同謀斥逐，而崔鉉亦以會昌末罷相怨德裕”。

## 文学成就

### 诗词文赋

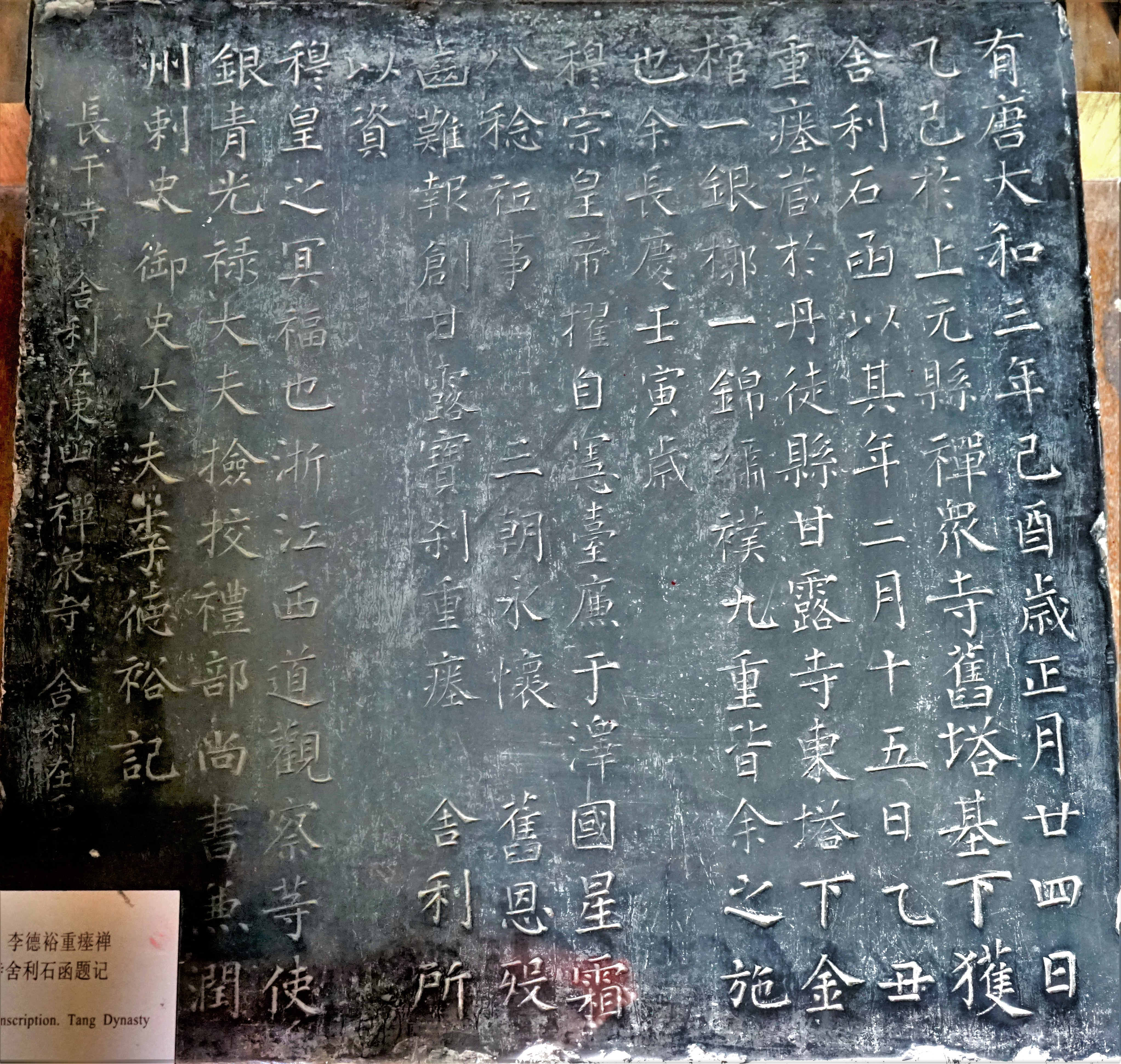
唐·李德裕重瘗禅众寺舍利石函题记。焦山碑林。

李德裕为晚唐文坛代表人物之一，曾受元稹、刘禹锡等人的赞赏。宋代文学家欧阳修称李德裕的文学作品“文辞甚可爱也”。
在海南曾作诗数首：
岭水争分路转迷，桄榔椰叶暗蛮溪。愁冲毒雾逢蛇草，畏落沙虫避燕泥。
五月畬田收火米，三更津吏报潮鸡。不堪肠断思乡处，红槿花中越鸟啼。
独上高楼望帝京，鸟飞犹是半年程。青山似欲留人住，百匝千遭绕郡城。
一去一万里，十来九不还。家乡在何处，生渡鬼门关。
——清袁枚：子不语第二十回

### 文集源流
李德裕一生中多著述，他曾分别于武宗会昌中在相期间及宣宗大中中在贬期间系统辑录自己所撰写过的各类政治及思想文献，并请自己的好友郑亚为文集作序。后世总结这两种汇编，称之为《李文饶文集》，或称《会昌一品集》、《李卫公会昌一品集》等。文集初有二十卷，后补充别集十卷、外集四卷。一开始，李德裕将自己已经完成的十五卷本交付郑亚，郑亚后托付李商隐代他拟写文集的序文，遂被李商隐冠名为《会昌一品集》。郑亚接手后对李序做了一些修改，并命已拓展为二十卷的文集为《会昌一品制集》，对内容也进行了新的编排。
郑亚所编的二十卷文集结合十卷别集和后称外集的《穷愁志》四卷，共三十四卷。其中别集主要有李德裕早年的各种作品，包含部分奏状。外集则为李德裕晚年被贬后的一些作品汇编，其中部分作品真伪受到了一定的争议。
李德裕文集的版本中现存可考最早的是宋浙刻本《会昌一品制集》，曾被李廷相、黄丕烈等人所收藏。陆心源曾利用月湖丁氏影宋钞本为校本，对比明嘉靖刻《李卫公全集》，指出了明刻本中的错误繁多。与《会昌一品制集》同时代的还有《李卫公备全集》，其中包括文集三十四卷及姑臧集、献替记(即献替录)、辨谤略，共五十卷。明清时期李德裕的文集多为翻刻宋本，有嘉靖十行本《李文饶文集》、万历蓝印本《李文饶文集》等。当时文人除利用宋刻本对各类翻刻及抄本进行校勘外，还对文集加入点评。经过校正的嘉靖刻本于天启年间被重刻，其内包含了时人韩敬的评点。现中国科学院图书馆藏有明陈子龙评点翻刻嘉靖本《李卫公文集》。清代光绪年间曾复刻《李文饶文集》，其中《周秦行纪论》被删去，后四库全书编撰时则采纳了陆心源校嘉靖本。

### 其他作品
- 大和辨谤略：也可称《太和辨谤略》，李德裕以宪宗朝时令狐楚所编的《元和辨谤略》为基础，将原本十卷的内容减缩至三卷，于大和七年上奏呈书。时由集贤学士裴潾为此书作序。[298][299]
- 御臣要略：大和八年九月时呈于文宗，现已失散。[300][301]
- 次柳氏旧闻：大和八年九月时同《御臣要略》一起被李德裕呈上，别称《次柳氏旧史》。此书主要记载关于前朝高力士所知相关事迹，本由柳芳所问得，李德裕认为其中的记载有实证而非传闻，因此可以判断为实录，于是整理柳芳的旧闻，裁出此书。[302]
- 西南备边录：开成五年进献，共十三卷。此书包含了李德裕为剑南西川节度使期间对当地战略地理要害的总结，著录他所观察唐对吐蕃边防的优势和劣势。
- 姑臧集
- 伐叛志
- 献替录
- 异域归忠志[303][304]

## 逸事
文宗朝时，京师很久没有下雨，李德裕拜相那一日即下大雨，于是有人替换“裕”为“雨”，称之李德雨。
李德裕的府上有一名弹琵琶的乐手廉郊，他师从当时的琵琶大师曹纲。他留宿于李德裕在平泉的别墅时，在池塘边弹琵琶，听见在池塘中有跳跃的声音，换了一个调子以后便立刻不再听见，如果继续弹旧调，则依旧有声。

## 家庭

### 妻妾
彭城刘氏，系李德裕夫人，原居于茅山燕洞宫，道名致柔。刘氏二十一岁时嫁于李德裕，随李德裕在地方奔波时水土不服，无医、药可寻，大中三年八月二十一日因病去世。李德裕与刘氏成婚四十一年，膝下有三子、二女。
徐盼（807年—829年12月22日），字正定，润州丹徒县人。后因病危而信道，改道名天福。李德裕为御史中丞时出镇金陵，纳时为十六岁的徐氏为妾，生子李多闻、李烨。徐氏大和三年于滑州逝世，享年二十三岁，葬于洛阳邙山。

### 子孙
- 李椅
  - 李袖，少子
- 李浑，比部员外郎
  - 李褒，父亲过世后养于叔父李烨家
- 李多闻
- 李烨，第四子，郴尉，宣武军节度判官、检校尚书祠部员外郎、兼侍御史。娶荥阳郑珍，舒州太湖令郑鈛之女
  - 李氏，嫁刘瞻[310]
  - 李殷衡，李氏弟，右补阙，后为南汉宰相
  - 李延古，司勋员外郎
  - 李庄，练师陈氏所出
  - 李悬黎（女），李庄胞妹
- 李巨，庶出
- 李某
- 李氏，嫁左司郎中、史馆修撰路绾，路绾为宰相路隋侄子，路绾任史馆修撰，即宣宗《再貶李德裕崖州司戶參軍制》“屬者方處鈞衡，曾無嫌避，委國史於愛婿之手”之爱婿[311]

七世孙李均，李均与其子李公弼都是进士。李公弼子李熙靖，《宋史》有传。

## 延伸阅读
[在维基数据编辑]
 在维基文库阅读此作者作品（ 在维基共享资源阅览影像）
 《舊唐書·卷174》，出自刘昫《舊唐書》
 《新唐書·卷180》，出自《新唐書》

### 书目

#### 古籍
- 康骈《剧谈录(啸园丛书本)》
- 曾慥《类说(钦定四库全书本)》
- 胡寅《读史管见(佐伯文库本)》
- 陆游《渭南文集(溧阳学宫本)》
- 董诰《钦定全唐文(武英殿本)》
- 王溥《唐会要(钦定四库全书本)》
- 曹寅《全唐诗(钦定四库全书本)》
- 王谠《唐语林(钦定四库全书本)》
- 张彦远《历代名画记(汲古阁本)》
- 钱大昕《疑年录(粤雅堂丛书本)》
- 孙甫《唐史论断(粤雅堂丛书本)》
- 洪迈《容斋续笔(钦定四库全书本)》
- 段成式《酉阳杂俎(钦定四库全书本)》
- 叶梦得《避暑录话(钦定四库全书本)》
- 白居易《白氏长庆集(钦定四库全书本)》
- 王夫之《读通鉴论(同治四年船山遗书本)》
- 司马光《资治通鉴考异(钦定四库全书本)》
- 欧阳修《集古录跋尾(行素草堂金石丛书本)》
- 陈振孙《直斋书录解题(摛藻堂四库全书荟要本)》
- 刘昫.旧唐书[M].北京:中华书局,1975.
- 欧阳修,宋祁.新唐书[M].北京:中华书局,1975.
- 宋敏求.唐大诰令集[M].北京:商务印书馆,1959.
- 司马光,胡三省.资治通鉴[M].北京:中华书局,1956.
- 黎靖德,王星贤.朱子语类[M].北京:中华书局,1985.
- 傅璇琮,施纯德.翰学三书[M].沈阳:辽宁教育出版社,2003.
- 刘禹锡,翟蜕园.刘禹锡集笺证[M].上海:上海古籍出版社,1989.
- 李德裕,傅璇琮,周建国.李德裕文集校笺[M].北京:中华书局,2018.

#### 论著
- 岑仲勉.唐史余沈[M].上海:上海古籍出版社,1979.
- 岑仲勉.隋唐史[M].石家庄:河北教育出版社,2000.
- 岑仲勉.岑仲勉史学论文集[C].北京:中华书局,1990.
- 龙建兵.李德裕与中晚唐文学[D].东北师范大学,2012.
- 陈寅恪.唐代政治史述论稿[M].上海:上海古籍出版社,1982．
- 陈寅恪.金明馆丛稿二编[C].北京:生活·读书·新知三联书店,2011.

- 王永波.李德裕集版本源流考[J].中国韵文学刊,2015,(29)3.
- 李文才.试析唐代赞皇李氏之门风——以李栖筠、李吉甫、李德裕政风之比较为中心[J].扬州大学学报(人文社会科学版),2005,9(5).

### 脚注
1. ↑  《旧唐书》列传第一百二十四·李德裕：“李德裕字文饶赵郡人”
2. ↑  《新唐书》列传第一百五：“李德裕字文饶元和宰相吉甫子也”
3. ↑  《疑年录》卷一：“李文饶六十三德裕「续前定录南部新书俱云六十四王西庄据卫公别集有大中四年祭韦相执谊文断为四年卒年六十四今据本传」生贞元三年丁卯卒大中三年己巳”
4. ↑  《避暑录话》卷二：“李德裕是唐中世第一等人物其才远过裴晋公错综万务应变开阖可与姚崇并立”
5. ↑  《李德裕与中晚唐文学》序言，p.2
6. ↑  《旧唐书》列传第九十八·李吉甫：“年二十七为太常博士该洽多闻尤精国朝故实沿革折衷时多称之”
7. ↑  《唐会要》卷三·皇后·德宗皇后：“三年正月十八日太常博士李吉甫奏曰准国朝故事[...]”
8. ↑  《剧谈集》卷二·李相国宅：“朱崖李相国德裕宅在安邑坊东南隅桑道茂谓为玉椀”
9. ↑  《旧唐书》列传第九十八·李吉甫：“及陆贽为相出为明州员外长史”
10. ↑  《新唐书》列传第七十一·李吉甫：“李泌窦参器其才厚遇之陆贽疑有党出为明州长史”
11. ↑  《资治通鉴》卷二三六：“贽之秉政也贬驾部员外郎李吉甫为明州长史”
12. ↑  《旧唐书》列传第一百二十四·李德裕：“贞元中以父谴逐蛮方随侍左右不求仕进”
13. ↑  《酉阳杂俎》续集·卷八：“卫公幼时常于明州见一水族有两足觜似鸡身如鱼”
14. ↑  《旧唐书》列传第九十八·李吉甫：“久之遇赦起为忠州刺史时贽已谪在忠州议者谓吉甫必逞憾于贽重构其罪及吉甫到部与贽甚欢未尝以宿嫌介意”
15. ↑  《新唐书》列传第七十一·李吉甫：“贽之贬忠州宰相欲害之起吉甫为忠州刺史使甘心焉既至置怨与结欢”
16. ↑  《酉阳杂俎》续集·卷八：“过瞿塘波中睹一物状如婴儿有翼翼如鹦鹉公知其怪即时不言晚风大起方说”
17. ↑  《旧唐书》列传第一百二十四·李德裕：“德裕幼有壮志苦心力学尤精西汉书左氏春秋耻与诸生同乡赋不喜科试年才及冠志业大成”
18. ↑  《新唐书》列传第一百五·李德裕：“少力于学既冠卓荦有大节不喜与诸生试有司”
19. ↑  李文才.试析唐代赞皇李氏之门风——以李栖筠、李吉甫、李德裕政风之比较为中心[J].扬州大学学报(人文社会科学版),2005,9(5):79.
20. ↑  《资治通鉴》卷二三八：“初吴少诚宠其大将吴少阳名以从弟署为军职出入少诚家如至亲累迁申州刺史少诚病不知人家僮鲜于熊儿诈以少诚命召少阳摄副使知军州事少诚有子元庆少阳杀之十一月己巳少诚薨少阳自为留后。”
21. ↑  《新唐书》列传第七十一·李吉甫：“自蜀平帝锐意欲取淮西方吉甫在淮南闻吴少阳立上下携泮自请徙寿州以天子命招怀之反间以挠其党会讨王承宗未及用”
22. ↑  《新唐书》列传第一百五·李德裕：“以荫补校书郎”
23. ↑  《白氏长庆集》卷五十四·翰林制诰·赠吉甫先父官并与一子官制敇：“某官李吉甫出入将相迨今七载而能修庶职叙彝伦毗予一人以底于道夙夜不怠厥功茂焉夫忠于君者教本于亲宠其身者赏延于嗣于是乎有饰终之命有任子之恩所以感人心而劝臣节也惟兹旧典可举而行”
24. ↑  岑仲勉：岑仲勉史学论文集，白氏长庆集伪文
25. ↑  《李德裕文集校笺》中册·别集卷三·雨中自秘书省访王三侍御知早入朝便入集贤侍御任集贤校书及升柏台又与秘阁相对同院张学士亦余特厚故以诗赠之：“共怜独鹤青霞姿，瀛洲故山归己迟。仁者焉能效鸷鹗，飞舞自合追长离。梧桐迥齐鳷鹊观，烟雨屡拂蛟龙旗。鸿雁冲飙去不尽，寒声晚下天泉池。顾我蓬莱静无事，玉版宝书藏众瑞。青编尽以汲冢来，科斗皆从鲁室至。金门待诏何逍遥，名儒早问张子侨。王褒轶材晚始入，宫女己能传洞萧。应令柏台长对户，别来相望独寥寥。”
26. ↑  《全唐诗》卷四六四·王起·和李校书雨中自秘书省归见访时早入朝便入集贤不遇：“台庭才子来款扉典校初从天禄归己惭陋巷回玉趾仍闻细雨沾彩衣诘朝始趋凤阁去此日遂愁鸡黍违忆昨谬官在乌府喜君对门讨鱼鲁直庐相望夜每阑高阁遥临月时吐昔闻三入承明庐令来重入中秘书校文复忝丞相属博物更与张侯居新冠峨峨不变铁旧泉脉脉犹在渠忽枉情人吐芳讯临风不羡潘锦舒忆见青天霞未卷吟玩瑶华不知晚自怜岂是风引舟如何渐与蓬山远”
27. ↑  《旧唐书》列传第一百二十四·李德裕：“以父再秉国钧避嫌不仕台省累辟诸府从事”
28. ↑  《旧唐书》本纪第十五·宪宗下：“丙午金紫光禄大夫中书侍郎同平章事集贤大学士监修国史上柱国赵国公李吉甫卒”
29. ↑  《资治通鉴》卷二三九：“王承宗纵兵四掠幽沧定三镇皆苦之争上表请讨承宗上欲许之中书侍郎同平章事张弘靖以为两役并兴恐国力所不支请并力平淮西乃徵恒冀上不为之止弘靖乃求罢春正月己已以弘靖同平章事充河东节度使”
30. ↑  《旧唐书》列传第一百二十四·李德裕：“十一年张弘靖罢相镇太原辟为掌书记”
31. ↑  《新唐书》列传第一百五·李德裕：“河东张弘靖辟为掌书记”
32. ↑  《李德裕文集校笺》下册·别集卷七·掌书记厅壁记：“丙申岁，丞相高平公始自枢衡以膺谋帅，以右拾遗杜君为主记，明主惜其忠规，复拜旧职，尊参内庭视草之列。次用殿中侍御史崔君。德裕获接崔君之后，文学空虚，才术莫迨；继清尘杜吾祖，挹芬烈于前贤。”
33. ↑  《李德裕文集校笺》中册·别集卷三·山亭书怀(张弘靖)
奉和山亭书怀(李德裕)
和张相公太原山亭怀古诗(崔恭)
和张相公太原山亭怀古诗(韩察)
和太原相公山亭怀古(高铢)
和张相公太原山亭怀古诗(陆瀍)
和张相公太原亭怀古诗(胡证)
和张相公太原山亭怀古诗(张贾)
「元和十三年六月十二日题」
34. ↑  《历代名画记》卷一·叙画之兴废：“元和十三年高平公镇太原不能承奉中贵为监军使内官魏弘简所忌无以指其瑕且骤言于宪宗曰张氏富有书画遂降宸翰索其所珍惶骇不敢缄藏科简登时进献”
35. ↑  《李德裕文集校笺》中册·别集卷五·代高平公进书画状：“伏以前代帝王，多求遗逸，朝观夕览，取鉴于斯。陛下睿圣钦明，凝情好古，听政之暇，将以怡神。前件书画，历代共宝，是称珍绝。其陆探微《萧史图》妙冠一时，名居上品。所希睿鉴，别赐省览。”
36. ↑  《李德裕文集校笺》中册·别集卷五·进玄宗马射图状：“伏以玄宗皇帝天纵神武，艺冠前王，凡所畋游，必存绘事。岂止云梦殪兕，楚人美旌盖之雄；浔阳射蛟，汉史称舳舻之盛。前件图，臣瞻奉光灵，素所宝惜。陛下旁求珍迹，以备石渠。祖宗之美，敢不呈献”
37. ↑  《历代名画记》卷一·叙画之兴废：“乃以钟张卫索真迹各一卷二王真迹各五卷魏晋宋齐梁陈隋杂迹各一卷顾陆张郑田杨董展洎国朝名手画合三十卷表上曰伏以前代帝王多求遗逸朝观夕览收鉴于斯陛下睿圣钦明凝情好古听政之暇将以怡神前件书画历代共宝是称珍绝其陆探微萧史图妙冠一时名居上品所希睿鉴别赐省览又别进玄宗马射真图表曰玄宗天纵神武艺冠前王凡所游畋必存绘事岂止云梦殪兕楚人美旌盖之雄浔阳射蛟汉史称舳舻之盛前件图臣瞻奉先灵素所宝惜陛下旁求珍迹以备石渠祖宗之美敢不献呈「掌书记监察御史李德裕制词」手诏答曰卿庆传台铉业嗣弓裘雄词冠于一时奥学穷乎千古图书兼蓄精博两全别玄宗马射真图薛获披捧瞻拜感咽圣灵如临其钟张等书顾陆等画古今共宝有国所珍朕以视朝之馀得以寓目因知丹青之妙有合造化之功欲观象以省躬岂好奇而玩物况烦章奏嘉叹良深其书画并收入内库世不复见”
38. ↑  《旧唐书》列传第一百二十四·李德裕：“十四年府罢从弘靖入朝真拜监察御史”
39. ↑  《新唐书》列传第一百五·李德裕：“府罢召拜监察御史”
40. ↑  《刘禹锡集笺证》下册·外集卷七·浙西李大夫示述梦四十韵并浙东元相公酬和斐然继声：“车骑方休汝，归来欲效陶「大夫罢太原从事归京师」”
41. ↑  《资治通鉴》卷二四一：“庚子暴崩于中和殿时人皆言内常侍陈弘志弑逆其党类讳之不敢讨贼但云药发外人莫能明也[...]丙午穆宗即位于太极殿东序”
42. ↑  《旧唐书》列传第一百二十四·李德裕：“明年正月穆宗即位召入翰林充学士”
43. ↑  《新唐书》列传第一百五·李德裕：“穆宗即位擢翰林学士”
44. ↑  《旧唐书》本纪第十六·穆宗：“以监察御史李德裕右拾遗李绅礼部员外郎庾敬休并守本官充翰林学士”
45. ↑  《翰学三书》第一册·重修承旨学士壁记·卷一：“李德裕元和十五年闰正月十三日自监察御史充二月一日赐紫二十日加屯田员外郎”
46. ↑  《旧唐书》列传第一百二十四·李德裕：“是月召对思政殿赐金紫之服逾月改屯田员外郎”
47. ↑  《钦定全唐文》卷七百三十一·赞皇公李德裕德政碑：“时穆宗皇帝初嗣位对见之日即赐金紫迁屯田员外郎考功郎中知制诰其侍从如故”
48. ↑  《旧唐书》列传第一百二十四·李德裕：“帝在东宫素闻吉甫之名既见德裕尤重之禁中书诏大手笔多诏德裕草之”
49. ↑  《旧唐书》列传第一百二十四·李德裕：“穆宗不持政道多所恩贷戚里诸亲邪谋请谒传导中人之旨与权臣往来德裕嫉之”
50. ↑  《新唐书》列传第一百五·李德裕：“帝怠荒于政故戚里多所请丐挟宦人言问禁中语关托大臣”
51. ↑  《唐会要》卷五十七·翰林院：“长庆元年翰林学士李徳裕上疏曰伏见国朝故事驸马缘是亲密不合与朝廷要官往来开元中禁止尤切访闻近日辄至宰相及要官私第此辈无他才技不可延接唯是泄漏禁密交通中外羣情所知似为甚弊其朝官素是杂流则不妨来往若职在清列岂可知闻伏望宣示宰臣其驸马诸亲今后公事即于中书见宰相不得更诣私第”
52. ↑  《旧唐书》列传第一百二十四·李德裕：“长庆元年正月上疏论之曰伏见国朝故事驸马缘是亲密不合与朝廷要官往来玄宗开元中禁止尤切访闻近日驸马辄至宰相及要官私第此辈无他才伎可以延接唯是泄漏禁密交通中外群情所知以为甚弊其朝官素是杂流则不妨来往若职在清列岂可知闻伏乞宣示宰臣其驸马诸亲今后公事即于中书见宰相请不令诣私第上然之”
53. ↑  《新唐书》列传第一百五·李德裕：“德裕建言旧制驸马都尉与要官禁不往来开元中诃督尤切今乃公至宰相及大臣私第是等无佗材直泄漏禁密交通中外耳请白事宰相者听至中书无辄诣第帝然之”
54. ↑  《旧唐书》列传第一百二十三·李绅：“岁馀穆宗召为翰林学士与李德裕元稹同在禁署时称三俊情意相善”
55. ↑  《唐会要》卷五十七·翰林院：“常与李绅元稹俱在翰林以学识才名深相款密”
56. ↑  《旧唐书》列传第一百二十四·李德裕：“时德裕与李绅元稹俱在翰林以学识才名相类情颇款密”
57. ↑  《翰学三书》第一册·重修承旨学士壁记·卷一：“长庆元年三月二十三日改考功郎中知制诰”
58. ↑  《旧唐书》本纪第十六·穆宗：“己未以屯田员外郎李德裕为考功郎中左补阙李绅为司勋员外郎并依前知制诰翰林学士”
59. ↑  《旧唐书》本纪第十六·穆宗：“丁卯以考功郎中知制诰李德裕为中书舍人依前翰林学士”
60. ↑  《旧唐书》列传第一百二十四·李德裕：“二年二月转中书舍人学士如故”
61. ↑  《旧唐书》本纪第十六·穆宗：“以翰林学士中书舍人李德裕为御史中丞”
62. ↑  《钦定全唐文》卷七百三十一·赞皇公李德裕德政碑：“又迁中书舍人专承密命论思参赞沃心近膝言隐而道行者盖多矣会邦宪任缺帝难其人乃拜御史中丞直已端诚道无吐茹百职以治朝纲以肃”
63. ↑  《新唐书》列传第一百五·李德裕：“再进中书舍人未几授御史中丞”
64. ↑  《翰学三书》第一册·重修承旨学士壁记·卷一：“二年正月二十九日加承旨二月四日迁中书舍人十九日改御史中丞”
65. ↑  《旧唐书》列传第一百十七·李逢吉：“时用兵讨淮蔡宪宗以兵机委裴度逢吉虑其成功密沮之由是相恶及度亲征学士令孤楚为度制辞言不合旨楚与逢吉相善帝皆黜之罢楚学士罢逢吉政事出为剑南东川节度使检校兵部尚书”
66. ↑  《旧唐书》列传第一百十七·李逢吉：“时裴度亦自太原入朝以度招怀河朔功复留度与工部侍郎元稹相次拜平章事度在太原时尝上表论稹奸邪及同居相位逢吉以为势必相倾乃遣人告和王傅于方结客欲为元稹刺裴度及捕于方鞫之无状稹度俱罢相位逢吉代度为门下侍郎平章事自是浸以恩泽结朝臣之不逞者造作谤言百端中伤裴度赖学士李绅韦处厚等显于上前言度为逢吉排斥而度于国有功不宜摈弃故得以仆射在朝”
67. ↑  《新唐书》列传第九十八·裴度：“是时徐州王智兴逐崔群诸军盘互河北进退未一议者交口请相度乃以本官兼中书侍郎平章事权佞侧目谓李逢吉险贼善谋可以构度共讽帝自襄阳召逢吉还拜兵部尚书度居位再阅月果为逢吉所间罢为左仆射”
68. ↑  《钦定全唐文》卷七百三十一·赞皇公李德裕德政碑：“明年以御史大夫兼统浙西六郡仍总其车服以镇靖焉公时年三十有六”
69. ↑  《旧唐书》本纪第十六·穆宗：“御史中丞李德裕为润州刺史兼御史大夫浙江西道都团练观察处置等使以代窦易直”
70. ↑  《旧唐书》列传第一百二十三·李绅：“二年九月出德裕为浙西观察使乃用僧孺为平章事以绅为御史中丞冀离内职易掎摭而逐之”
71. ↑  《旧唐书》列传第一百十七·窦易直：“长庆二年七月汴州将李㝏逐其帅李愿易直闻之欲出官物以赏军或谓易直曰赏给无名却恐生患乃已”
72. ↑  《新唐书》列传第七十六·窦易直：“长庆二年李㝏以汴州叛易直欲出库财赏军或谓给与无名必且生患乃止”
73. ↑  《旧唐书》列传第一百十七·窦易直：“时江淮旱水浅转运司钱帛委积不能漕州将王国清指以为赏激讽州兵谋乱先事有告者乃收国清下狱其党数千大呼入狱中篡取国清而出之因欲大剽”
74. ↑  《新唐书》列传第七十六·窦易直：“时江淮旱漕物淹积不能前军士闻易直向言其部将王国清指漕货激众谋乱易直知之械国清送狱其党数千群欢入狱篡取之欲大剽”
75. ↑  《旧唐书》本纪第十六·穆宗：“九月戊子朔浙西大将王国清谋叛观察使窦易直讨平之同恶二百馀人并诛之”
76. ↑  《新唐书》列传第七十六·窦易直：“易直登楼令曰能诛乱者一级赏千万众喜反缚为乱者三百馀人易直悉斩之”
77. ↑  《资治通鉴》卷二四二：“九月戊子朔浙西观察使京兆窦易直奏大将王国清作乱伏诛初易直闻汴州乱而惧欲散金帛以赏军士或曰赏之无名恐益生疑乃止而外已有知之者故国清作乱易直讨擒之并杀其党二百馀人”
78. ↑  《旧唐书》列传第一百十七·窦易直：“易直登楼谓将吏曰能诛为乱者每获一人赏十万众喜倒戈击乱党并擒之国清等三百馀人皆斩之”
79. ↑  《旧唐书》列传第一百二十四·李德裕：“润州承王国清兵乱之后前使窦易直倾府藏赏给军旋浸骄财用殚竭德裕俭于自奉留州所得尽以赡军虽施与不丰将卒无怨二年之后赋舆复集”
80. ↑  《新唐书》列传第一百五·李德裕：“初润州承王国清乱窦易直倾府库赉军赀用空殚而下益骄德裕自检约以留州财赡兵虽俭而均故士无怨再期则赋物储牣”
81. ↑  《旧唐书》列传第一百二十四·李德裕：“德裕壮年得位锐于布政凡旧俗之害民者悉革其弊”
82. ↑  《旧唐书》列传第一百二十四·李德裕：“江岭之间信巫祝惑鬼怪有父母兄弟厉疾者举室弃之而去”
83. ↑  《新唐书》列传第一百五·李德裕：“南方信祝巫虽父母疠疾子弃不敢养”
84. ↑  《旧唐书》列传第一百二十四·李德裕：“德裕欲变其风择乡人之有识者谕之以言绳之以法数年之间弊风顿革”
85. ↑  《新唐书》列传第一百五·李德裕：“德裕择长老可语者谕以孝慈大伦患难相收不可弃之义使归相晓敕违约者显置以法数年恶俗大变”
86. ↑  《全唐诗》卷四七四·浙西李尚书奏毁淫昏庙：“传闻废淫祀万里静山陂欲慰灵均恨先烧靳尚祠”
87. ↑  《李德裕文集校笺》下册·李卫公集补·论丧葬逾制疏：“缘百姓厚葬，及于道途，盛陈祭奠，兼设音乐等。闾里编甿，罕知教义，生无孝养可纪，没以厚葬相矜。器仗僭差，祭奠奢靡，仍以音乐，荣其送终。或结社相资，或息利自办，生产储蓄，为之皆空。习以为常，不敢自废，人户贫破，抑此之由。今百姓等丧葬祭奠，并请不许以金银锦绣为饰。其陈设乐音者，及葬物稍涉僭越者，并勒毁除。结社之类，任充死亡丧服粮食等用使，如有人犯者，并准法律科罪。其官吏已上不能纠察，请加惩责。仍请委出使郎官御史察访。台司伏请令文及故实不载者令更条检校官，令文不载令请检校官一品二品请同五品，五品已下并请同九品。如有曾任正官，依本官品第仪则。其准敕试官亦同九品仪。如升朝官者，请据本官品第升降阙例。凡丧皆有品第，恐或无知之人，妄称官秩。自今以后，除升朝官见任官亡殁外，馀官去事前五日，须除将告语或敕牒于本巡使呈过，判押文状，行人方可供应。佐命殊功，当朝立功，名传遐迩，特敕优旨，准会典例，本品数十分加三分，不得别为华饰。右具本朝旧本例如前。今后令两巡使祗据官秩品级与判状，其馀一物已上，不得增加。兼勒驱使官与金吾司并门司同力辖钤，如有大段踰越，即请据罪科断行人，兼不得追领。丧葬之家，别有勘责。奉敕，如过制度，不许尺寸事数，其假赁行人徒二年，丧葬之家，即不问罪，仍付所司。「长庆三年十二月」”
88. ↑  《旧唐书》本纪第十六·穆宗：“十二月浙西观察使李德裕奏去管内淫祠一千一十五所”
89. ↑  《旧唐书》列传第一百二十四·李德裕：“属郡祠庙按方志前代名臣贤后则祠之四郡之内除淫祠一千一十所又罢私邑山房一千四百六十以清寇盗人乐其政优诏嘉之”
90. ↑  《新唐书》列传第一百五·李德裕：“又按属州非经祠者毁千馀所撤私邑山房千四百舍寇无所廋蔽天子下诏褒扬”
91. ↑  《旧唐书》本纪第十七·敬宗：“四年正月壬申穆宗崩癸酉皇太子即位柩前时年十六”
92. ↑  《旧唐书》本纪第十七·敬宗：“丙子浙西观察使李德裕奏诏令当道造盝子二十具计用银一万三千两金一百三十两昨已进两具用银一千三百两当道在库贮备银无二三百两皆百计收市方成此两具臣当道唯有留使钱五万贯每事节俭支费犹欠十三万贯不足臣若因循不奏则负陛下任使之恩若分外诛求又累陛下慈俭之德伏乞宣令宰臣商议何以遣臣得上不违宣索下不阙军须不困疲人不敛物怨时有诏罢进奉故德裕有是奏”
93. ↑  《李德裕文集校笺》中册·别集卷五·奏银妆具状：“臣有生多幸，获被昌期，受寄名藩，每忧旷职，孜孜夙夜，上报国恩。数年以来，灾旱相继，罄竭微虑，粗免流亡，物力之间，尚未完复。臣伏准今年三月初三日赦文，常贡之外，不令进献。此则陛下至圣至明，细微洞照，一恐聚敛之吏，缘以成奸，雕瘵之人，不胜其弊。上宏俭约之德，下敷恻悯之仁，万国群甿，鼓舞未息。昨奉五月二十三日诏书，令访茅山真隐，将欲师处谦守约之道，敦务实去华之美。虽无人上塞丹诏，实率土已偃玄风，岂止微臣，独怀忭贺？况进献之事，臣子之常心，虽有敕文不许，亦合竭力上贡。惟臣当道，素号富饶，近年以来，比旧则异。贞元中李锜任观察使日，职兼盐铁。百姓除实出榷酒钱外更置官酤，两重纳榷，获利至厚。又访闻当时进奉，亦兼用盐铁羡馀，贡献繁多，自后莫及。至薛苹任观察使时，又奏置榷酒。上供之外，颇有馀财；军用之间，实为优足。自元和十四年七月三日敕，却停榷酤。又准元和十五年五月七日赦文，诸州羡馀，不令送使，惟有留使钱五十万贯支用，犹欠十三万贯不足，须是诸事节用，百计补填，经费之中，未免悬阙。至于绫纱等物，犹是本州所出，易于方圆。金银不出当州，皆须外处回市。去年二月中奉宣，令进盝子，计用银九千四百馀两。其时贮备都无三二百两，乃诸头收市，方获制造上供。昨又奉宣旨，令进妆具二十件，计用银一万三千两，金一百三十两。寻令并合圣节进奉金银造成两具进纳讫。今差人于淮南收买，旋到旋造，星夜不辍，竭力营求，深忧不迨。臣若因循不奏，则负陛下任使之恩；若分外诛求，则又累陛下慈俭之德。伏乞陛下览前件榷酤及诸州羡馀之目，则知臣军用短阙，本未有由。伏料陛下见臣论奏，必赐详悉，知臣竭爱君守官之节，尽纳忠罄直之心。伏乞圣慈宣令宰臣商议，何以遣臣得上不违宣旨，下不阙军储，不困疲人，不招物议，前后诏敕，并可遵承。辄冒宸严，敢陈丹恳，不任战汗之至。「长庆四年七月」”
94. ↑  《西台集》卷十五·：“俄迁枢密直学士定州路安抚使知定州州贡文绫文絁有常数诏增贡文绫百匹絁百匹公上言唐李德裕为浙西观察使诏贡缭绫千匹徳裕奏言若将匪颁臣下则千匹岂足于用若止上躬自服何至多用千匹奏至遂停之臣幸遇圣朝则德裕前日之言亦臣今日所当言者惟陛下察许诏从罢之”
95. ↑  《唐史论断》卷下·文宗·贬杜元颖：“如李德裕在浙西昭愍凡有宣索再三论奏罢其贡献此以生民为意不奉君之侈欲也观德裕之贤视元颖为何人”
96. ↑  《李德裕文集校笺》中册·别集卷五·王智兴度僧尼状：“王智兴于新属泗州置僧尼戒坛，自去冬于江淮以南，所在悬榜招置。江淮自元和二年后，不敢私度。闻泗州有坛，户有三丁，必令一丁落发，意欲规避王徭，影庇资产。自正月已来，落发者无虑数万。臣今于蒜山渡点其过者，一日一百馀人，勘问惟十四人是旧日沙弥，馀是苏、常百姓，亦无本州文牓，寻已勒还本贯。访闻泗州置坛次第，凡髠夫到，人纳二千，给牒即回，别无法事。若不特行禁止，比至诞节，计江淮以南，失却六十万丁壮。此事非细，系于朝廷法度。”
97. ↑  《唐会要》卷一·帝号上：“敬宗睿武昭愍孝皇帝讳湛元和四年己丑岁六月九日生于东宫之别殿”
98. ↑  《旧唐书》本纪第十七·敬宗：“乙未徐泗王智兴请置僧尼戒坛浙西观察使李德裕奏状论其奸幸时自宪宗朝有敕禁私度戒坛智兴冒禁陈请盖缘久不兴置由是天下沙门奔走如不及智兴邀其厚利由是致富时议丑之”
99. ↑  《资治通鉴》卷二四三：“乙未徐泗观察使王智兴以上生日请于泗州置戒坛度僧尼以资福许之自元和以来敕禁此弊智兴欲聚货首请置之于是四方辐凑江淮尤甚智兴家赀由此累巨万浙西观察使李德裕上言若不钤制至降诞日方停计两浙福建当失六十万丁奏至即日罢之”
100. ↑  《旧唐书》列传第一百二十四·李德裕：“元和已来累敕天下州府不得私度僧尼徐州节度使王智兴聚货无厌以敬宗诞月请于泗州置僧坛度人资福以邀厚利江淮之民皆群党渡淮德裕奏论曰王智兴于所属泗州置僧尼戒坛自去冬于江淮已南所在悬榜招置江淮自元和二年后不敢私度自闻泗州有坛户有三丁必令一丁落发意在规避王徭影庇资产自正月已来落发者无算臣今于蒜山渡点其过者一日一百馀人勘问唯十四人是旧日沙弥馀是苏常百姓亦无本州文凭寻已勒还本贯访闻泗州置坛次第凡僧徒到者人纳二缗给牒即回别无法事若不特行禁止比到诞节计江淮已南失却六十万丁壮此事非细系于朝廷法度状奏即日诏徐州罢之”
101. ↑  《李德裕文集校笺》下册·别集卷八·丹扆箴：“臣闻《诗》云：「心乎爱矣，遐不谓矣。」此古之贤人所以笃于事君者也。夫迹疏而言亲者危，地远而意忠者忤。然臣窃念拔自先圣，偏荷宠光，若不爱君以忠，则是上负灵鉴。臣顷事先朝，属多阴沴，尝献《大明赋》以讽，颇蒙先朝嘉纳。臣今日尽节明主，亦犹是心。昔张敞之守远郡，梅福之在遐徼，尚竭诚尽规，不避尤悔。况臣尝学旧史，颇知官箴，虽在疏远，犹思献替。谨稽首上《丹扆六箴》，具列于后。仰尘睿鉴，伏积兢惶。
一宵衣箴
「先王听政，昧爽以俟。鸡鸣既盈，日出而视。伯禹大圣，寸阴为贵。光武至仁，反支不忌。无俾姜后，独去簪珥。彤管记言，克念前志。」
二正服箴
「圣人作服，法象可观。虽在宴游，尚不怀安。汲黯庄色，能正不冠。杨阜毅然，亦讥缥纨。四时所御，各有其官。非此勿服，惟辟所难。」
三罢献箴
「汉文罢献，诏还騄耳。銮辂徐驱，焉用千里？厥后令王，亦能恭己。翟裘既焚，筒布则毁。道德为丽，慈仁为美。不过天道，斯为至理。」
四纳诲箴
「惟后纳诲，以求厥中。从善如流，乃能成功。汉骜流湎，举白浮钟。魏睿侈汰，凌霄作宫。忠虽不忤，善亦不从。以规为瑱，是谓塞聪。」
五辩邪箴
「居上处深，在察微萌。虽有谗慝，不能蔽明。汉之有昭，德过周成。上书知伪，照奸得情。燕、盖既折，王猷洽平。百代之后，乃流淑声。」
六防微箴
「天子之孝，敬遵王度。安必思危，乃无遗虑。乱臣猖蹶，非可遽数。玄黄莫辨，触瑟始仆。柏谷微行，豺豕塞路。睹貌献飧，斯可诫惧。」(宝历元年二月八日)”
102. ↑  《旧唐书》列传第一百二十四·李德裕：“敬宗荒僻日甚游幸无恒疏远贤能昵比群小坐朝月不二三度大臣罕得进言海内忧危虑移宗社德裕身居廉镇倾心王室遣使献丹扆箴六首曰臣闻心乎爱矣遐不谓矣此古之贤人所以笃于事君者也夫迹疏而言亲者危地远而意忠者忤然臣窃念拔自先圣偏荷宠光若不爱君以忠则是上负灵鉴臣顷事先朝属多阴沴尝献大明赋以讽颇蒙先朝嘉纳臣今日尽节明主亦由是心昔张敞之守远郡梅福之在遐徼尚竭诚尽忠不避尤悔况臣尝学旧史颇知箴讽虽在疏远犹思献替谨献丹扆箴六首仰尘睿鉴伏积兢惶其宵衣箴曰先王听政昧爽以俟鸡鸣既盈日出而视伯禹大圣寸阴为贵光武至仁反支不忌无俾姜后独去簪珥彤管记言克念前志其正服箴曰圣人作服法象可观虽在宴游尚不怀安汲黯庄色能正不冠杨阜毅然亦讥缥纨四时所御各有其官非此勿服惟辟所难其罢献箴曰汉文罢献诏还騄耳銮辂徐驱焉用千里厥后令王亦能恭己翟裘既焚筒布则毁道德为丽慈仁为美不过天道斯为至理其纳诲箴曰惟后纳诲以求厥中从善如流乃能成功汉骜流湎举白浮钟魏睿侈汰凌霄作宫忠虽不忤善亦不从以规为瑱是谓塞聪其辩邪箴曰居上处深在察微萌虽有谗慝不能蔽明汉之有昭德过周成上书知伪照奸得情燕盖既折王猷洽平百代之后乃流淑声其防微箴曰天子之孝敬遵王度安必思危乃无遗虑乱臣猖蹶非可遽数玄黄莫辨触瑟始仆柏谷微行豺豕塞路睹貌献飧斯可诫惧”
103. ↑  《资治通鉴》卷二四三：“上游幸无常昵比群小视朝月不再三大臣罕得进见二月壬午浙西观察使李德裕献丹扆六箴一曰宵衣以讽视朝稀晚二曰正服以讽服御乖异三曰罢献以讽徵求玩好四曰纳诲以讽侮弃谠言五曰辨邪以讽信任群小六曰防微以讽轻出游幸其纳诲箴略曰汉骜流湎举白浮钟魏睿侈汰陵霄作宫忠虽不忤善亦不从以规为瑱是谓塞聪防微箴曰乱臣猖獗非不遽数玄服莫辨触瑟始仆柏谷微行豺豕塞路睹貌献餐斯可戒惧上优诏答之”
104. ↑  《旧唐书》列传第一百二十四·李德裕：“德裕意在切谏不欲斥言托箴以尽意宵衣讽坐朝稀晚也正服讽服御乖异也罢献讽徵求玩好也纳诲讽侮弃谠言也辨邪讽信任群小也防微讽轻出游幸也帝虽不能尽用其言命学士韦处厚殷勤答诏颇嘉纳其心焉德裕久留江介心恋阙廷因事寄情望回圣奖而逢吉当轴枳棘其涂竟不得内徙”
105. ↑  《李德裕文集校笺》中册·别集卷五·毫州圣水状：“臣访闻此水本因妖僧诳惑，狡计丐钱。数月以来，江南之人，奔走塞路。每三十家，都顾一人取水。拟取之时，病者断食荤血，既饮之后，又二七日蔬饭。危疾之人，俟之愈病。其水斗价三千，而取者益之他水，沿路转以市人。老疾饮之，多至危笃。昨点两浙、福建百姓，渡江者日三五千人。臣于蒜山，已加捉搦。若不绝其根本，终无益黎甿。昔吴时有圣水，宋时有圣火，并皆妖妄，古人所非。乞下本道观察使令狐楚，速令填塞，以绝妖源。”
106. ↑  《旧唐书》列传第一百二十四·李德裕：“宝历二年亳州言出圣水饮之者愈疾德裕奏曰臣访闻此水本因妖僧诳惑狡计丐钱数月已来江南之人奔走塞路每三二十家都顾一人取水拟取之时疾者断食荤血既饮之后又二七日蔬飧危疾之人俟之愈病其水斗价三贯而取者益之他水沿路转以市人老疾饮之多至危笃昨点两浙福建百姓渡江者日三五十人臣于蒜山渡已加捉搦若不绝其根本终无益黎氓昔吴时有圣水宋齐有圣火事皆妖妄古人所非乞下本道观察使令狐楚速令填塞以绝妖源从之”
107. ↑  《新唐书》列传第一百五·李德裕：“时亳州浮屠诡言水可愈疾号曰圣水转相流闻南方之人率十户僦一人使往汲既行若饮病者不敢近荤血危老之人率多死而水斗三十千取者益它汲转鬻于道互相欺訹往者日数十百人德裕严勒津逻捕绝之且言昔吴有圣水宋齐有圣火皆本妖祥古人所禁请下观察使令狐楚填塞以绝妄源从之”
108. ↑  《唐语林》卷一·政事上：“宝历中亮州云出圣水服之愈宿疾亦无一差者自洛已来及江西数十郡人争施金贷之衣服以饮焉获利千万人转相惑李德裕在浙西命于大市集人置釡取其水设司取猪肉五斤煮云若圣水也肉当如故逡巡熟烂自此人心稍定妖者寻而败露”
109. ↑  《新唐书》列传第九十八·裴度：“汴宋观察使令狐楚言亳州圣水出饮者疾辄愈度判曰妖由人兴水不自作命在所禁塞”
110. ↑  《旧唐书》本纪第十七·敬宗：“癸未山人杜景先于光顺门进状称有道术令中使押杜景先往淮南及江南湖南岭南诸州求访异人”
111. ↑  《新唐书》列传第一百五·李德裕：“帝方惑佛老祷福祈年浮屠方士并出入禁中狂人杜景先上言其友周息元寿数百岁帝遣宦者至浙西迎之诏在所驰驿敦遣”
112. ↑  《旧唐书》列传第一百二十四·李德裕：“敬宗为两街道士赵归真说以神仙之术宜访求异人以师其道僧惟贞齐贤正简说以祠祷修福以致长年四人皆出入禁中日进邪说山人杜景先进状请于江南求访异人至浙西言有隐士周息元寿数百岁帝即令高品薛季棱往润州迎之仍诏德裕给公乘遣之”
113. ↑  《旧唐书》列传第一百二十四·李德裕：“德裕因中使还献疏曰臣闻道之高者莫如广成玄元人之圣者莫若轩黄孔子昔轩黄问广成子理身之要何以长久对曰无视无听抱神以静形将自正神必自清无劳子形无摇子精乃可长生慎守其一以处其和故我修身千二百岁矣吾形未尝衰又云得吾道者上为皇而下为王玄元语孔子曰去子之骄气与多欲态色与淫志是皆无益于子之身吾所告子者是已故轩黄发谓天之叹孔子兴犹龙之感前圣于道不其至乎伏惟文武大圣广孝皇帝陛下用玄祖之训修轩黄之术凝神闲馆物色异人将以觌冰雪之姿屈顺风之请恭惟圣感必降真仙若使广成玄元混迹而至语陛下之道授陛下之言以臣度思无出于此臣所虑赴召者必迂怪之士茍合之徒使物淖冰以为小术炫耀邪僻蔽欺聪明如文成五利一无可验臣所以三年之内四奉诏书未敢以一人塞诏实有所惧臣又闻前代帝王虽好方士未有服其药者故汉书称黄金可成以为饮食器则益寿又高宗朝刘道合玄宗朝孙甑生皆成黄金二祖竟不敢服岂不以宗庙社稷之重不可轻易此事炳然载于国史以臣微见倘陛下睿虑精求必致真隐唯问保和之术不求饵药之功纵使必成黄金止可充于玩好则九庙灵鉴必当慰悦寰海兆庶谁不欢心臣思竭愚衷以裨玄化无任兢忧之至”
114. ↑  《资治通鉴》卷二四三：“道士赵归真说上以神仙僧惟贞齐贤正简说上以祷祠求福皆出入宫禁上信用其言山人杜景先请遍历江岭求访异人有润州人周息元自言寿数百岁上遣中使迎之八月乙巳息元至京师上馆之禁中山亭”
115. ↑  《旧唐书》本纪第十七·敬宗：“令供奉道士二十人随浙西处士周息元入内宫之山亭院上问以道术言识张果叶静能浙西观察使李德裕上疏言息元诞妄无异于人”
116. ↑  《旧唐书》列传第一百二十四·李德裕：“息元至京帝馆之于山亭问以道术自言识张果叶静能诏写真待诏李士昉问其形状图之以进息元山野常人本无道学言事诞妄不近人情及昭愍遇盗而殂文宗放还江左德裕深识守正皆此类也”
117. ↑  《旧唐书》本纪第十七·文宗：“宝历二年十二月八日敬宗遇害贼苏佐明等矫制立绛王勾当军国事枢密使王守澄中尉梁守谦率禁军讨贼诛绛王迎上于江邸”
118. ↑  《新唐书》本纪第八·文宗：“乙巳江王即皇帝位于宣政殿”
119. ↑  《旧唐书》本纪第十七·文宗：“丁丑浙西观察使李德裕浙东观察使元稹就加检校礼部尚书”
120. ↑  《旧唐书》列传第一百二十四·李德裕：“文宗即位就加检校礼部尚书”
121. ↑  《酉阳杂俎》续集卷四·贬误：“予太和初从事浙西赞皇公幕中尝因与曲宴中夜公语及国朝词人优劣云世人言灵芝无根醴泉无源张曲江著词也盖取虞翻与弟求婚书徒以芝草为灵芝耳予后偶得虞翻集果如公言”
122. ↑  《全唐文》卷七三一·赞皇公李德裕德政碑：“大和元年就加礼部尚书二年加银青光禄大夫诏书方勉举汉宣故事以宠休绩在金陵凡六载其仁风惠化磅礴于封部洋溢于歌讴天下闻之久矣”
123. ↑  《刘禹锡集笺证》上册·卷四·牛头山第一祖融大师新塔记：“初，摩诃迦叶授佛心印，得其人而传之，至师子比丘凡二十五叶，而远摩得焉。东来中华，华人奉之为第一祖。又三传至双峰信公，双峰广其道而歧之。一为东山宗，能、秀、寂其后也；一为牛头宗，岩、持、威、鹤林、经山其后也。分慈氏之一支，为如来之别子。咸有祖称，粲然贯珠。大师号法融，姓韦氏，延陵人。少为儒，博极群书，既而叹曰：「此仁谊言尔，吾志求出世间法。」遂入句曲，依僧炅，改逢掖而缁之。徙居是山，宴坐石室。以慧力感通，故旱麓泉涌；以神功示现，故皓雪莲生。巨蛇摧伏，群鹿听法。贞观中，双峰过江，望牛头顿锡曰：「此山有道气，宜有得之者。」乃来，果与大师相遇。性合神授，至于无言。同跻智地，密付贞印。揭立江左，名闻九围。学徒百千，如水归海。由其门而为天人师者，皆脉分焉。显庆二年，报身示灭。道在后觉，神依故山。戒香不絶，龛坐未饰。夫岂不思乎？盖神期冥数，必有所待。大和三年，润州牧、浙江西道观察使、检校礼部尚书赵郡李公在镇三闰，百为大备，尚理信古，儒玄交修，始下令禁桑门归佛以眩人者，而于真实相深达焉。常谓大师像设宜从本教，言自我启，因自我成。乃召主吏籍我月入，得缗钱二十万，俾秣陵令如符经营之。三月甲子，新塔成，事严而工人尽艺，诚达而山神来护。愿力既从，众心知归。撞钟告白，龙象大会。诸天声香之蕴，如见如闻。即相生敬，明幽同感。尚书欲传信于后，远命愚志之。夫上士解空而离相，中士着空而嫉有。不因相何以示觉？不由有何以悟无？彼达真谛而得中道者，当知为而不有，贤乎以不修为无为也。”
124. ↑  《旧唐书》本纪第十七·文宗：“乙巳以礼部尚书翰林侍讲学士丁公著检校户部尚书兼润州刺史充浙江西道观察使以前浙西观察使检校礼部尚书李德裕为兵部侍郎”
125. ↑  《资治通鉴》卷二四四：“征浙西观察使李德裕为兵部侍郎裴度荐以为相会吏部侍郎李宗闵有宦官之助甲戌以宗闵同平章事”
126. ↑  《旧唐书》列传第一百二十四·李德裕：“太和三年八月召为兵部侍郎裴度荐以为相而吏部侍郎李宗闵有中人之助是月拜平章事惧德裕大用九月检校礼部尚书出为郑滑节度使”
127. ↑  《新唐书》列传第一百五·李德裕：“太和三年召拜兵部侍郎裴度荐材堪宰相而李宗闵以中人助先秉政且得君出德裕为郑滑节度使引僧孺协力罢度政事”
128. ↑  《资治通鉴》卷二四四：“壬辰以李德裕为义成节度使李宗闵恶其逼己故出之”
129. ↑  《旧唐书》列传第一百三十一·史宪诚：“先是宪诚与全略婚媾及同捷叛复潜以粮饷为助上屡发使申谕寻又就加平章事宪诚尝遣骁将至阙下恣为张大宰相韦处厚以语折锉之宪诚不敢复与同捷为应时宪诚示出师共讨同捷及沧景平加司徒”
130. ↑  《旧唐书》列传第七十九·李听：“四年七月转滑州刺史义成军节度使大和二年讨李同捷时魏博行营将丌志沼潜结沧镇擅回戈攻其帅史宪诚诏听帅师援之大破其叛卒志沼奔镇州为王庭凑所杀听遂凯旋以功封凉国公授一子五品官王庭凑再违朝旨诏听以全师屯贝州”
131. ↑  《新唐书》列传第一百三十五·史宪诚：“众谓宪诚卖己曰绐我以沽恩耶夜攻杀之并监军史良佐，推何进滔为帅以请，诏赠宪诚太尉”
132. ↑  《旧唐书》列传第一百三十一·史宪诚：“宪诚素怀向背不能以忠诚感激其众未及出城太和三年六月二十六日夜为军众所害册赠太尉”
133. ↑  《新唐书》本纪第八·文宗：“六月甲戌魏博军乱杀其节度使史宪诚都知兵马使何进滔自称留后八月辛亥以相卫澶三州隶相卫节度使进滔不受命”
134. ↑  《旧唐书》本纪第十七·文宗：“癸未中使刘弘逸送史宪诚旌节自魏州还称六月二十六日夜魏博军乱杀史宪诚立大将何进滔为留后其新节度使李听入城不得[...]辛亥魏博何进滔奏准诏割相卫三州三军不受壬子诏以魏博衙内都知兵马使何进滔检校左散骑常侍充魏博节度使”
135. ↑  《旧唐书》列传第七十九·李听：“后宪诚欲入觐竭其府库魏人怨之杀宪诚衙军立其大将何进滔诏听兼领魏博节度使将兵北渡魏人不纳听乘城拒守乃屯兵馆陶魏兵遽袭听不为备其军大败无复部伍昼夜奔走仅而获免丧师过半辎车兵仗并皆委弃御史中丞温造殿中侍御史崔蠡弹之曰臣闻赏罚不立无以示天下是非一贯莫能建大中窃见义成军节度使李听昨者资其承藉委以统戎俾代宪诚付之雄镇总二万虎貔之旅位极宠荣兼两籓节制之权心无报效况陛下授以神算假以天威入魏之期克日先定而听拥旄观望按甲迁延荧惑人心逗挠军政遂使宪诚陷于屠戮乱众肆其奸凶失六郡于垂成固危巢于已覆委贝州而不守烧劫无遗望浅口而疾驱狼狈就道自图茍免不吝苞羞蔑弃朝章有同儿戏魏州之乱职听之由论其负恩万死犹幸伏以封常清河南失律斩于关门高霞寓唐邓破伤投诸遐裔浑镐节制易定将战而兵力不支袁滋逗留西川欲进而凶渠尚在或亲当矢石或躬历艰危势屈贼锋竟申朝典未曾贷法必震皇威今李听罪状夙闻中外愤惋比之常清等辈万万过之若陛下犹示含弘不置极法臣等恐宪章坠地天下寒心伏请付法上不之罪罢兵柄为太子少师”
136. ↑  《新唐书》列传第七十九·李听：“听不得入乃屯馆陶又不设备魏人袭之师惊溃死失殆半辎械尽弃之听昼夜驰以免于是御史中丞温造等劾奏魏州乱宪诚死职繇于听请论如法天子不罪也罢为太子少师”
137. ↑  《资治通鉴》卷二四四：“上遣中使赐史宪诚旌节癸酉至魏州时李听自贝州还军馆陶迁延未进宪诚竭府库以治行将士怒甲戌军乱杀宪诚奉牙内都知兵马使灵武何进滔知留后李听进至魏州进滔拒之不得入秋七月进滔出兵击李听听不为备大败溃走昼夜兼行趣浅口失亡过半辎重兵械尽弃之昭义兵救之听仅而得免归于滑台河北久用兵馈运不给朝廷厌苦之八月壬子以进滔为魏博节度使复以相卫澶三州归之”
138. ↑  《旧唐书》列传第一百二十四·李德裕：“文宗素知忠荩采朝论征之到未旬时又为宗闵所逐中怀于悒无以自申”
139. ↑  《钦定全唐文》卷七三一·赞皇公李德裕德政碑：“皇帝即位四年沧寇既平河朔无事方偃戢兵刃与人休息惟东郡地临讨伐之境岁积水旱之后罢劳之师始旋于奔命残耗之剩久困于烦役物力殚竭资用凶荒牧养之寄于是为急乃诏兵部侍郎赞皇公李德裕以检校户部尚书兼御史大夫出镇兹土”
140. ↑  《刘禹锡集笺证》中册·卷二十八·送李尚书镇滑州：“南徐报政入文昌，东郡须才别建章。视草名高同蜀客，拥旄年少胜荀郎。黄河一曲常城下，缇骑千重照路旁。目古相门还出相，如今人望在岩廊。「其后果继韦平之族」”
141. ↑  《旧唐书》本纪第十七·文宗：“冬十月壬寅朔戊申以东都留守崔元略检校吏部尚书兼滑州刺史义成军节度使代李德裕以德裕检校兵部尚书兼成都尹充剑南西川节度使”
142. ↑  《资治通鉴》卷二四四：“西川节度使郭钊以疾求代冬十月戊申以义成节度使李德裕为西川节度使”
143. ↑  《钦定全唐文》卷七十四·赐李德裕立德政碑敕：“敕德裕卿文彰翰苑行振儒风廉察金陵六郡歌惠慈之化统安白马三州怀思爱之心凡所践经理行第一昨者段嶷以辕门将校阖境士农恳请立碑以铭德政朕以举善为教所以劝不能嫦褪踞幔所以报成绩国之彝训莫善于斯所令礼部侍郎贾餗撰文事实颇周词藻甚丽故令写录专遣赐卿亦别赐段嶷碑本庶慰群情想当知悉冬寒卿比平安好遣书指不多及”
144. ↑  《旧唐书》列传第一百二十四·李德裕：“西川承蛮寇剽虏之后郭钊抚理无术人不聊生”
145. ↑  《新唐书》列传第一百五·李德裕：“逾年徙剑南西川蜀自南诏入寇败杜元颖而郭钊代之病不能事民失职无聊生”
146. ↑  《李德裕文集校笺》中册·别集卷四·题剑门：“奇峰百仞悬，清眺出岚烟。迥若戈回日，高疑剑倚天。参差霞壁耸，合沓翠屏连。想是三刀梦，森然在目前。顷岁入蜀，偶题此诗，马上所成，数字未稳。”
147. ↑  《旧唐书》本纪第十七·文宗：“戊午西川李德裕奏南蛮放还先掳掠百姓工巧僧道约四千人还本道”
148. ↑  《资治通鉴》卷二四四：“丙辰西川节度使李德裕奏遣使诣南诏索所掠百姓得四千人而还”
149. ↑  《旧唐书》列传第一百二十四·李德裕：“德裕乃复葺关防缮完兵守又遣人入南诏求其所俘工匠得僧道工巧四千馀人复归成都”
150. ↑  《李德裕文集校笺》上册·文集卷十二·故循州司马杜元颖·第二状奉宣令更商量奏来者：“右，臣等商量，比闻外议，皆以元颖不能绥抚南蛮，又无备御，责此二事，以为愆尤。臣等究其情由，实有本末。缘韦皋久在西蜀，自固兵权，邀结南蛮，为其外援，亲昵信任，事同一家。此时亭障不修，边防罢警。若后人加置一卒，缮理一城，必有异词，便乖隣好。自武元衡以后三十余年，戎备落然，不可独责元颖。蛮退后，京城传说驱掠五万余人，音乐伎巧，无不荡尽，缘郭钊无政，都不勘寻。臣徳裕到镇后，差官于蛮经历州县，一一勘寻，皆得来名，具在案牍。蛮共掠九千人，成都郭下成都、华阳两县只有八十人，其中一人是子女锦锦，杂剧丈夫两人，医眼太秦僧一人，余并是寻常百姓，并非工巧。其八千九百余人，皆是黎雅州百姓，半杂獦獠。臣徳裕到镇后，移牒索得三千三百人，两番送到，与监军使于龙兴大慈寺点阅，并是南界蛮獠有实。缘朝廷宠待如旧，从此蛮心益骄。今西川节将，惟务姑息。臣等所以薄元颖之过，谓合追荣。频承顾问，不敢不缕悉闻奏。况元颖殁后，五经大赦，下位卑官，皆得追复官爵。倘圣旨以赠与为优，望只准赦文却还旧爵，其赠官落下。未审可否？”
151. ↑  《新唐书》列传第一百五·李德裕：“德裕至则完残奋怯皆有条次成都既南失姚协西亡维松由清溪下沫水而左尽为蛮有始韦皋招来南诏复巂州倾内资结蛮好示以战阵文法德裕以皋启戎资盗其策非是养成痈疽第未决耳至元颖时遇隙而发故长驱深入蹂剔千里荡无孑遗今瘢夷尚新非痛矫革不能刷一方耻乃建筹边楼按南道山川险要与蛮相入者图之左西道与吐蕃接者图之右其部落众寡馈餫远迩曲折咸具乃召习边事者与之指画商订凡虏之情伪尽知之又料择伏瘴旧獠与州兵之任战者废遣狞耄什三四士无敢怨”
152. ↑  《资治通鉴》卷二四四：“蜀自南诏入寇一方残弊郭钊多病未暇完补德裕至镇作筹边楼图蜀地形南入南诏西达吐蕃日召老于军旅习边事者虽走卒蛮夷无所间访以山川城邑道路险易广狭远近未逾月皆若身尝涉历上命德裕修塞清溪关以断南诏入寇之路或无土则以石垒之德裕上言通蛮细路至多不可塞惟重兵镇守可保无虞但黎雅以来得万人成都得二万人精加训练则蛮不敢动矣边兵又不宜多须力可临制崔旰之杀郭英乂张朏之逐张延赏皆镇兵也”
153. ↑  《资治通鉴》卷二四四：“时北兵皆归本道惟河中陈许三千人在成都有诏来年三月亦归蜀人朏惧德裕奏乞郑滑五百人陈许千人以镇蜀且言蜀兵脆弱新为蛮寇所困皆破胆不堪征戌若北兵尽归则与杜元颖时无异蜀不可保恐议者云蜀经蛮寇以来已自增兵向者蛮寇已逼元颖始捕市人为兵得三千馀人徒有其数实不可用郭钊募北兵仅得百馀人臣复召募得二百馀人此外皆元颖旧兵也恐议者又闻一夫当关之说以为清溪可塞臣访之蜀中老将清溪之旁大路有三自馀小径无数皆东蛮临时为之开通若言可塞则是欺罔朝廷要须大度水北更筑一城迤逦接黎州以大兵守之方可况闻南诏以所掠蜀人二千及金帛赂遗吐蕃若使二虏知蜀虚实连兵入寇诚可深忧其朝臣建言者盖由祸不在身望人责一状留入堂案他日败事不可令臣独当国宪朝廷皆从其请”
154. ↑  《资治通鉴》卷二四四：“西川节度使李德裕奏蜀兵羸疾老弱者从来终身不简臣命立五尺五寸之度简去四千四百馀人复简募少壮者千人以慰其心所募北兵已得千五百人与土兵参居转相训习日益精练又蜀工所作兵器徒务华饰不堪用臣今取工于别道以治之无不坚利”
155. ↑  《新唐书》列传第一百五·李德裕：“又料择伏瘴旧獠与州兵之任战者废遣狞耄什三四士无敢怨又请甲人于安定弓人河中弩人浙西繇是蜀之器械皆犀锐率户二百取一人使习战贷勿事缓则农急则战谓之雄边子弟其精兵曰南燕保义保惠两河慕义左右连弩骑士曰飞星鸷击奇锋流电霆声突骑总十一军筑杖义城以制大度青溪关之阻作御侮城以控荣经犄角势作柔远城以厄西山吐蕃复邛崃关徙巂州治台登以夺蛮险”
156. ↑  《新唐书》列传第一百五·李德裕：“旧制岁抄运内粟赡黎巂州起嘉眉道阳山江而达大度乃分饷诸戍常以盛夏至地苦瘴毒辇夫多死德裕命转邛雅粟以十月为漕始先夏而至以佐阳山之运馈者不涉炎月远民乃安蜀人多鬻女为人妾德裕为著科约凡十三而上执三年劳下者五岁及期则归之父母毁属下浮屠私庐数千以地予农蜀先主祠旁有猱村其民剔发若浮屠者畜妻子自如德裕下令禁止蜀风大变”
157. ↑  《旧唐书》本纪第十七·文宗：“己未以左仆射窦易直判太常卿西川李德裕奏收复吐蕃所陷维州差兵镇守”
158. ↑  《新唐书》本纪第八·文宗：“是月振武及天德灵武盐夏二州地震吐蕃以维州归于有司”
159. ↑  《旧唐书》列传第一百二十四·李德裕：“五年九月吐蕃维州守将悉怛谋请以城降其州南界江阳岷山连岭而西不知其极北望陇山积雪如玉东望成都若在井底一面孤峰三面临江是西蜀控吐蕃之要地至德后河陇陷蕃唯此州尚存吐蕃利险要将妇人嫁于此州阍者二十年后妇人生二子成长及蕃兵攻城二子内应其州遂陷吐蕃得之号曰无忧城贞元中韦皋镇蜀经略西山八国万计取之不获至是悉怛谋遣人送款德裕疑其诈遣人送锦袍金带与之托云候取进止悉怛谋乃尽率郡人归成都德裕乃发兵镇守”
160. ↑  《新唐书》列传第一百五·李德裕：“吐蕃维州将悉怛谋以城降维距成都四百里因山为固东北繇索丛岭而下二百里地无险走长川不三千里直吐蕃之牙异时戍之以制虏入者也德裕既得之即发兵以守且陈出师之利”
161. ↑  《旧唐书》列传第一百二十二·牛僧孺：“俄而西川节度李德裕奏吐蕃维州守将悉怛谋以城降德裕又上利害云若以生羌三千出戎不意烧十三桥捣戎之腹心可以得志矣上惑其事下尚书省议众状请如德裕之策僧孺奏曰此议非也吐蕃疆土四面万里失一维州无损其势况论董勃义才还刘元鼎未到比来修好约罢戍兵中国御戎守信为上应敌次之今一朝失信戎丑得以为词闻赞普牧马茹川俯于秦陇若东袭陇阪径走回中不三日抵咸阳桥而发兵枝梧骇动京国事或及此虽得百维州亦何补也上曰然遂诏西川不内维州降将”
162. 1 2  《李德裕文集校笺》上册·文集卷十二·论大和五年八月将故维州城归降准诏却执送本蕃就戮人吐蕃城副使悉怛谋状：“右，臣顷蒙先朝授剑南西川节度使，其悉怛谋虽是吐蕃酋长，久乐皇风，将彼坚城，降臣当道。臣差行维州刺史虞藏俭，便领兵马，入据其城，飞章以闻，先帝惊喜。其时与臣仇者，望风疾臣，遽兴疑言，上罔宸听，以为与吐蕃盟约，不可背之，必恐将此为词，侵犯郊境。遂诏臣却还此城，兼执送悉怛谋等，令彼自戮，复降中使，迫促送还。昔白起杀降，终于杜邮致祸；陈汤见按，是为郅支报仇。感叹前事，愧心终日。今者幸逢英主，忝被台司，辄敢追论，伏希省察。且维州据髙山绝顶，三面临江，在戎虏平川之冲，是汉地入边之路。初河陇尽没，唯此州独存。吐蕃潜将妇人，嫁与此州门子。二十年后，两男长成。窃开垒门，引兵而入，遂为所灭，号无忧城。从此得并力于西边，更无虞于南路，凭陵近甸，旰食累朝。贞元中，韦臯以经略河湟，此城为始，尽锐万旅，急攻数年。吐蕃爱惜既甚，遣其舅论莽热来救。雉堞髙峻，临冲难及于层霄；鸟径屈蟠，猛士多糜于礌石。莫展公输之巧，空擒莽热而还。及南蛮负恩，扫地驱劫。臣初到西蜀，众心未安，外扬国威，中缉边备。其维州熟臣信令，乃送款与臣。臣告之以须俟奏报，贵探情伪。其悉怛谋等，寻帅城兵，并州印甲仗，塞途相继，空垒来归。臣即大出牙兵，受其降礼，南蛮在列，莫敢仰视。况西山八国，隔在此州，比带使名，都成虚语。诸羗久苦番中征役，愿作王人。自维州降后，皆云但得臣信牒帽子，便相率内属。其蕃界合水、栖鸡等城，既失险阻，自须抽归，可减八处镇兵，坐收千馀里旧地。臣见此有莫大之利，为恢复之机，所以面许奏闻，各加酬赏。臣自与锦袍金带，颙俟朝旨。且吐蕃维州未降以前一年，犹围逼鲁州。以此言之，岂守盟约？况臣未尝用兵攻取，彼自感化来降，又沮议之人，岂思事实？犬戎迟钝，土旷人稀，每欲乘秋犯边，皆须数岁聚食。臣得维州逾月，未有一使入疆。自此之后，方应破胆，岂有虑其复怨，鼓此游词？臣受降之初，指天为誓，宁忍将三百馀人性命，弃信偷安。累表陈论，乞垂矜舍。答诏严切，竟令执还，加以体被三木，舆于竹畚，及将即路，寃叫呜呼。将吏对臣，无不陨涕。其部送者更遭蕃帅讥诮，云既以降彼，何须送来？乃却将此降人，戮于汉界之上。恣行残忍，用固携离，至乃掷其婴孩，承以枪槊。臣闻楚灵诱杀蛮子，春秋明讥；周文收送邓叔，简册深鄙。况乎大国，负此异族，塞忠款之路，快凶虐之情，从古以来，未有此事。伏惟仁圣文武至诚大孝皇帝陛下振睿圣之宏图，得怀徕之上策。故南蛮申请朝之愿，北庭效款塞之诚。臣实痛惜悉怛谋等，举城向化，解辫归义，而未加昆邪之爵，不赏庶其之功，翻以忠爱受屠，为仇讐所快。身遭此酷，名又不彰，职由愚臣，陷此非罪。虽时更一纪，而运属千年，臣所以具陈根本，不惮繁细，冀蒙睿鉴，追奖忠魂。伏乞宣付中书，各加褒赠。冀华夷感徳，幽显伸寃，警既往之幸心，激将来之峻节。臣无任恳愿之至。谨录奏闻，伏候敕旨。”
163. ↑  《资治通鉴》卷二四四：“九月吐蕃维州副使悉怛谋请降尽帅其众奔成都德裕遣行维州刺史虞藏俭将兵入据其城庚申具奏其状且言欲遣生羌三千烧十三桥捣西戎腹心可洗久耻是韦皋没身恨不能致者也事下尚书省集百官议皆请如德裕策牛僧孺曰吐蕃之境四面各万里失一维州未能损其势比来修好约罢戍兵中国御戎守信为上彼若来责曰何事失信养马蔚茹川上平凉阪万骑缀回中怒气直辞不三日至咸阳桥此时西南数千里外得百维州何所用之徒弃诚信有害无利此匹夫所不为况天子乎上以为然诏德裕以其城归吐蕃执悉怛谋及所与偕来者悉归之吐蕃尽诛之于境上极其惨酷德裕由是怨僧孺益深”
164. ↑  《钦定全唐文》卷七五五·唐故太子少师奇章郡开国公赠太尉牛公墓志铭：“李太尉德裕时殿剑南西川上言维州降今若使生羌三千人烧十三桥捣戎腹心可洗久耻是韦皋二十年至死恨不能致事下尚书省百官聚议皆如剑南奏公独曰西戎四面各万里来责曰何事失信养马蔚茹川上平凉阪万骑缀回中怒气直辞不三日至咸阳桥西南远数千里虽百维州此时安可用弃诚信有利无害匹夫不忍为况天子以诚信见责于夷狄且有大患上曰然遂罢维州议”
165. ↑  《旧唐书》列传第一百二十四·李德裕：“因陈出攻之利害时牛僧孺沮议言新与吐蕃结盟不宜败约语在僧孺传乃诏德裕却送悉怛谋一部之人还维州赞普得之皆加虐刑”
166. ↑  《新唐书》列传第一百五·李德裕：“僧孺居中沮其功命返悉怛谋于虏以信所盟德裕终身以为恨”
167. ↑  《旧唐书》列传第一百二十二·牛僧孺：“僧孺素与德裕仇怨虽议边公体而怙德裕者以僧孺害其功谤论沸然帝亦以为不直”
168. ↑  《资治通鉴》卷二四七：“李德裕追论维州悉怛谋事云维州据高山绝顶三面临江在戎虏平川之冲是汉地入兵之路初河陇并没唯此独存吐蕃潜以妇人嫁此州门者二十年后两男长成窃开垒门引兵夜入遂为所陷号曰无忧城从此得并力于西边更无虞于南路凭陵近甸旰食累朝贞元中韦皋欲经略河湟须此城为始万旅尽锐急攻数年虽擒论莽热而还城坚卒不可克臣初到西蜀外扬国威中缉边备其维州熟臣信令空壁来归臣始受其降南蛮震慑山西八国皆愿内属其吐蕃合水妻鸡等城既失险厄自须抽归可减八处镇兵坐收千馀里旧地且维州未降前一年吐蕃犹围鲁州岂顾盟约臣受降之初指天为誓面许奏闻各加酬赏当时不与臣者望风疾臣诏臣执送悉怛谋等令彼自戮臣宁忍以三百馀人命弃信偷安累表陈论乞垂矜舍答诏严切竟令执还体备三木舆于竹畚及将就路冤叫呜呜将吏对臣无不陨涕其部送者更为蕃帅讥诮云既已降彼何须送来复以此降人戮于汉境之上恣行残忍用固携离至乃掷其婴孩承以枪槊绝忠款之路快凶虐之情从古已来未有此事虽时更一纪而运属千年乞追奖忠魂各加褒赠诏赠悉怛谋右卫将军”
169. ↑  《资治通鉴》卷二四七：“臣光曰论者多疑维州之取舍不能决牛李之是非臣以为昔荀吴围鼓鼓人或请以城叛吴弗许曰或以吾城叛吾所甚恶也人以城来吾独何好焉吾不可以欲城而迩奸使鼓人杀叛者而缮守备是时唐新与吐蕃修好而纳其维州以利言之则维州大而信大以害言之则维州缓而关中急然则为唐计者宜何先乎悉怛谋在唐则为向化在吐蕃不免为叛臣其受诛也又何矜焉且德裕所言者利也僧孺所言者义也匹夫徇利而亡义犹耻之况天子乎譬如邻人有牛逸而入于家或劝其兄归之或劝其弟攘之劝归者曰攘之不义也且致讼劝攘者曰彼尝攘吾羊矣何义之拘牛大畜也鬻之可以富家以是观之牛李之是非端可见矣”
170. ↑  《容斋续笔》卷五·崔常牛李：“议者亦以德裕贤于僧孺咸谓牛李私憾不释僧孺嫉德裕之功故沮其事然以今观之则僧孺为得司马温公断之以义利两人曲直始分”
171. ↑  《渭南文集》卷十八·筹边楼记：“淳熙三年八月既望成都子城之西南新作筹边楼四川制置使知府事范公举酒属其客山阴陆某曰君为我记按史记及地志唐李卫公节度剑南实始作筹边楼废久无能识其处者今此楼望犍为僰道黔中越隽诸郡山川方域皆略可指意者卫公故趾其果在是乎楼既成公复按卫公之旧图边城地势险要与蛮夷相入者皆可考信不疑虽然公于边境岂真待图而后知哉方公在中朝以洽闻强记擅名一时天子有所顾问近臣皆推公对莫敢先者其使虏而归也尽能道其国礼仪刑法职官宫室城邑制度自幽蓟以出居庸松亭关并定襄五原以抵灵武朔方古今战守离合得失是非一皆究见本末口讲手画委曲周悉如言其阈内事虽虏耆老大人知之不如是详也而况区区西南夷距成都或不过数百里一登是楼在目中矣则所谓图者直按故事而已请以是为记公慨然曰君之言过矣予何敢望卫公然窃有幸焉卫公守蜀牛奇章方居中每排沮之维州之功既成而败今予适遭清明宽大之朝论事荐吏奏朝入而夕报可使卫公在蜀适得此时其功烈壮伟讵止取一维州而已哉某曰请并书公言以诏后世可乎公曰唯唯九月一日记”
172. ↑  《读史管见》卷二十五：“司马氏佑牛曙孺抑李德神其素志也至于维州之事则判然以德祖为无意窃谓其言乙过免夫维州本唐地也开元诗十八年春剑南帅章仇兼琼典维州别驾董承晏同结吐蕃安戎城中守者开门纳唐共使监察御史许远守之是秋吐蕃寇安戎城及维州诏发关中强骑救之吐蕃引去然则维州本唐有窃安戎乃吐蕃城也至代宗广德二年来吐蕃陷松维保二州高迈不能救于是西山诸州皆陷德宗贞元八年攻维州获其犬将九年西南八国内附皋处之于维保霸州宅七年皋大破蛙蕃技七城五军镇焚百五十堂遂围维州苦恭年吐蕃以兵十万解维州之围虏兵犬败而维州竟永事是知尽州者吐蕃所必争唐失而复得得谲复失不可弃焉者也使本非唐地既与吐蕃和弃而专取姑寺信约可耳本唐之地为吐蕃所侵乃录管理谨造信举险要而弃之借使曲虽操秦洲神蔚邹佩加谢妒姬离宗惜神府耻平僧孺所谓卢养马蔚茹川下平溯板万骑缀回中怒气直辞不已日至咸阳于时西南数千里外待百维州何所用此时以大言怖文宗非事实也[...]司马氏不以义断之而以利害为高既以利书为言又斥德祥符利取僧孺为义是皆无所据矣故以维州归吐蕃弃祖宗土宅缚送悉怛谯沮归附之心传孺妨和信姊丸诈世下维姚遣兵据之法数十年之耻追奖悉怛谋赠以官秩德裕以大义谋国事也此二人是非之辨也”
173. ↑  《朱子语类》历代三：“或问维州事温公以德裕所言为利僧孺所言为义如何曰德裕所言虽以利害言然意却全在为国僧孺所言虽义然意却全济其己私且德裕既受其降矣虽义有未安也须别做置处乃缚送悉怛谋使之恣其杀戮果何为也”
174. ↑  《读通鉴论》卷二十六·文宗：“牛李维州之辨伸牛以诎李者始于司马温公公之为此说也惩熙丰之执政用兵生事弊中国而启边衅故崇奖处铸之说以戒时君夫古今异时强弱异势战守异宜利害异趣据一时之可否定千秋之是非此立言之大病而温公以之矣又云僧孺曰徒弃诚信匹夫之所不为其所谓诚信者盖亦匹夫之谅而已矣其以利害言之而曰彼若来责养马蔚茹川上平凉坂万骑缀回中不三日至咸阳桥是其张皇虏势以相恐喝也与张仪夸秦以胁韩楚之游辞同为千秋所切齿而言之不忌小人之横亦至此哉夫吐蕃自宪宗以后非复昔之吐蕃久矣元和十四年率十五万众围盐州刺史李文悦拒守而不能下杜叔良以二千五百人击之大败而退其明年复寇泾州李光颜鼓厉神策一军往救惧而速退长庆元年特遣论讷罗以来求盟非慕义也弱丧失魄畏唐而求安也其主彝泰多病而偷安不数年继以荒淫残虐之达磨天变于上人叛于下浸衰浸微而论恐热婢婢交相攻以迄于亡安得如僧孺之言扣咸阳桥深人送死而无择哉敛手俯颜取悉怛谋献之使磔于境上以寒向化之心幸吐蕃之弱也浸使其强目无唐而镞刃之下岂复有唐乎夫僧孺岂果崇信以服远审势以图宁乎事成于德裕而欲败之耳小人必快其私怨而国家之大利夷夏之大防皆不胜其恫疑之邪说文宗弗悟而从之他日追悔而弗”
175. ↑  岑仲勉：隋唐史，p.406-408
176. ↑  《旧唐书》列传第一百二十四·李德裕：“德裕所历征镇以政绩闻其在蜀也西拒吐蕃南平蛮蜒数年之内夜犬不惊疮痏之民粗以完复会监军王践言入朝知枢密尝于上前言悉怛谋缚送以快戎心绝归降之义上颇尤僧孺”
177. ↑  《新唐书》列传第一百五·李德裕：“会监军使王践言入朝盛言悉怛谋死拒远人向化意帝亦悔之即以兵部尚书召”
178. ↑  《旧唐书》本纪第十七·文宗：“丁未以前西川节度使李德裕为兵部尚书”
179. ↑  《资治通鉴》卷二四四：“十一月乙卯以荆南节度使段文昌为西川节度使西川监军王践言入知枢密数为上言缚送悉怛谋以快虏心绝后来降者非计也上亦悔之[...]十二月乙丑以僧孺同平章事充淮南节度使[...]丁未以前西川节度使李德裕为兵部尚书”
180. ↑  《旧唐书》列传第一百二十四·李德裕：“其年冬召德裕为兵部尚书僧孺罢相出为淮南节度使”
181. ↑  《旧唐书》本纪第十七·文宗：“丙戌诏以银青光禄大夫守兵部尚书上柱国赞皇县开国伯食邑七百户李德裕以本官同中书门下平章事”
182. ↑  《新唐书》本纪第八·文宗：“二月丙戌兵部尚书李德裕同中书门下平章事”
183. ↑  《唐大诰令集》卷四十八·大臣·宰相·命相五·李德裕平章事制：“弼亮钧衡宣翼统纪明景化以凝庶绩启嘉谟以建大中爰求国桢以辅台德银青光禄大夫守兵部尚书上柱国赞皇县开国伯食邑七百户李德裕元精孕灵和气毓德坚直成性清明保躬贞规澹夷敏识冲远学总九流之奥文师六义之宗令闻夙彰佥谐允属自提纲柏署掌诰禁闱厘纪律详平之司竭讦谟密勿之节洎廉察浙右总镇滑台再委旌旄缉安邛蜀克有殊政咸怀去思谅惟全才茂此声绩朕以畴庸之典彝训所先入迁司马之崇弥积济川之望是宜纳诲朝夕擢居股肱勉宏伊吕之勋以嗣良平之美业传相印门袭戎旃绍丝纶内职之荣继鼎铉中枢之重圭绂之盛恩辉罕俦尔宜罄乃忠贞副我毗倚无忝承命服兹宠光可守本官同中书门下平章事散官勋封如故「大和七年七月」”
184. ↑  《旧唐书》列传第一百二十四·李德裕：“七年二月德裕以本官平章事进封赞皇伯食邑七百户”
185. ↑  《新唐书》列传第一百五·李德裕：“俄拜中书门下平章事封赞皇县伯”
186. ↑  《册府元龟》卷七十四·帝王部·命相四：“七年二月制曰弼亮钧衡宣翼统纪明景化以凝庶绩启嘉谟以建大中爰求国桢以辅台德银青光禄大夫守兵部尚书上柱国赞皇县开国伯食邑七百户李德裕元精孕灵和气毓德坚直成性清明保躬贞规澹夷敏识冲远学宗九流之奥文师六义之宗令闻夙彰佥谐允属自提纲柏署掌诰禁闱厘纪律详平之司竭讦谟密勿之节洎廉察浙右总镇滑台再委旌旄缉安邛蜀克有殊政咸怀去思谅惟全才茂此声绩朕以畴庸之典彝训所先入迁司马之崇弥积济川之望是宜纳诲朝夕擢居股肱勉宏伊吕之勋以嗣良平之美业传相印门袭戎旃绍丝纶内职之荣继鼎铉中枢之重圭绂之盛恩辉罕俦尔宜罄乃忠贞副我毗倚无忝承命服兹宠光可本官平章事”
187. ↑  《资治通鉴》卷二四四：“丙戌以兵部尚书李德裕同平章事德裕入谢上与之论朋党事对曰方今朝士三分之一为朋党时给事中杨虞卿与从兄中书舍人汝士弟户部郎中汉公中书舍人张元夫给事中萧浣等善交结依附权要上干执政下挠有司为士人求官及科第无不如志上闻而恶之故与德裕言首及之”
188. ↑  《资治通鉴》卷二四四：“庚戌以杨虞卿为常州刺史张元夫为汝州刺史它日上复言及朋党李宗闵曰臣素知之故虞卿辈臣皆不与美官李德裕曰给舍非美官而何宗闵失色丁巳以萧浣为郑州刺史”
189. ↑  《新唐书》列传第一百五·李德裕：“故事丞郎诣宰相须少间乃敢通郎官非公事不敢谒李宗闵时往往通宾客李听为太子太傅招所善载酒集宗闵阁酣醉乃去至德裕则喻御史有以事见宰相必先白台乃听凡罢朝由龙尾道趋出遂无辄至阁者又罢京兆筑沙堤两街上朝卫兵”
190. ↑  《新唐书》列传第一百五·李德裕：“始二省符江淮大贾使主堂厨食利因是挟赀行天下所至州镇为右客富人倚以自高德裕一切罢之”
191. ↑  《类说》卷七·献替记·罢给食利文牒：“两省旧以江淮富人给文牒周行天下称堂厨食利人影占兴贩利入富室余判云万钱已厚常怀素餐百姓尚贫岂宜争利既异拔葵之义尤伤脱粟之名将欲率人理当正本给食利文牒并宜停罢”
192. ↑  《旧唐书》列传第一百二十四·李德裕：“六月宗闵亦罢德裕代为中书侍郎集贤大学士”
193. ↑  《新唐书》列传第一百五·李德裕：“俄而宗闵罢德裕代为中书侍郎集贤殿大学士”
194. ↑  《资治通鉴》卷二四三：“朝廷得刘悟遗表议者多言上党内镇与河朔异不可许左仆射李绛上疏以为兵机尚速威断贵定人情未一乃可伐谋刘悟死已数月朝廷尚未处分中外人意共惜事机今昭义兵众必不尽与从谏同谋纵使其半叶同尚有其半效顺从谏未尝久典兵马威惠未加于人又此道素贫非时必无优赏今朝廷但速除近泽潞一将充昭义节度使令兼程赴镇从谏未及布置新使已至潞州所谓先人夺人之心也新使既至军心自有所系从谏无位何名主张设使谋挠朝命其将士必不肯从今朝廷久无处分彼军不晓朝廷之意欲效顺则恐忽授从谏欲同军恶则恐别更除人犹豫之间若有奸人为之画策虚张赏设钱数军士觊望尤难指挥伏望速赐裁断仍先下明敕宣示军众奖其从来忠节赐新使缯五十万匹使之赏设续除刘从谏一剌史从谏既粗有所得必且择利而行万无违拒设不从命臣亦以为不假攻讨何则臣闻从谏已禁山东三州军士不许自畜兵刀足明群心殊未得一帐下之事亦在不疑熟计利害决无即授从谏之理时李逢吉王守澄计议已定竟不用绛等谋十二月辛丑以从谏为昭义留后刘悟烦苛从谏济以宽厚众颇附之”
195. ↑  《资治通鉴》卷二四四：“宣武节度使杨元卿有疾朝廷议除代李德裕请徙刘从谏于宣武因拔出上党不使与山东连结上以为未可癸丑以左仆射李程为宣武节度使”
196. ↑  《旧唐书》列传第六十九·杨绾：“凡国之大柄莫先择士自古哲后皆侧席待贤今之取人令投牒自举非经国之体也望请依古制县令察孝廉审知其乡闾有孝友信义廉耻之行加以经业才堪策试者以孝廉为名荐之于州刺史当以礼待之试其所通之学其通者送名于省自县至省不得令举人辄自陈牒比来有到状保辩识牒等一切并停其所习经取左传公羊谷梁礼记周礼仪礼尚书毛诗周易任通一经务取深义奥旨通诸家之义试日差诸司有儒学者对问每经问义十条问毕对策三道其策皆问古今理体及当时要务取堪行用者其经义并策全通为上第望付吏部便与官其经义通八策通二为中第与出身下第罢归其明经比试帖经殊非古义皆诵帖括冀图侥幸并近有道举亦非理国之体望请与明经进士并停其国子监举人亦请准此如有行业不著所由妄相推荐请量加贬黜所冀数年之间人伦一变既归实学当识大猷居家者必修德业从政者皆知廉耻浮竞自止敦庞自劝教人之本实在兹焉事若施行即别立条例”
197. ↑  《旧唐书》本纪第十七·文宗：“八月甲申朔御宣政殿册皇太子永是日降诏应犯死从流流已下递减一等诸王自今后相次出阁授紧望已上州刺史佐其十六宅诸县主委吏部于选人中简择配匹具以名闻皇太子方从师傅传授六经一二年后当令齿胄国庠以兴坠典宜令国子选名儒置五经博士各一人其公卿士族子弟明年已后不先入国学习业不在应明经进士限其进士举宜先试帖经并略问大义取经义精通者放及第卿大夫者下人之所视远方之所仿若非恭俭克己廉直任人而望其服从固不可得况朕不宝珠玉不御纤华逮于六宫皆务俭薄卿大夫得不叶朕此志率先兆人比年所颁制度皆约国家令式去其甚者稍谓得中而士大夫茍自便身安于习俗因循未革以至于今百官士族起今年十月其衣服舆马并宜准大和六年十月七日敕如有固违重加黜责文武常参官及诸州府长官子为父后者赐勋两转”
198. ↑  《册府元龟》卷六四一·贡举部：“七年八月制公卿士族子弟明年己后不先入国学习业不在应明经进士之限其进士举宜先试帖经并客问委我取经义精通者次试议论各遭文埋高者便具及第所试详感并停其试帖官便以国子监学官充礼部不得别更奏请弘文崇丈两馆生齐郎并依令试经毕仍差都省郎官两人覆试须贡保任不得辄诈替弋”
199. ↑  《资治通鉴》卷二四四：“上患近世文士不通经术李德裕请依杨绾议进士试论议不试诗赋德裕又言昔玄宗以临淄王定内难自是疑忌宗室不令出阁天下议皆以为幽闭骨肉亏伤人伦向使天宝之末建中这初宗室散处方州虽未能安定王室尚可各全其生所以悉为安禄山朱泚所鱼肉者由聚于一宫故也陛下诚因册太子制书听宗室年高属疏者出阁且除诸州上佐使携其男女出外婚嫁此则百年弊法一旦因陛下去之海内孰不欣悦上曰兹事朕久知其不可方今诸王岂无贤才无所施耳八月庚寅册命太子因下制诸王自今以次出阁授紧望州刺史上佐十六宅县主以时出适进士停试诗赋诸王出阁竟以议所除官不决而罢”
200. ↑  《唐会要》卷七十六·贡举中·进士：“八年正月中书门下奏进士放榜旧例礼部侍郎皆将及第人名先呈宰相然后放榜伏以委在有司固当精审宰相先知取舍事匪至公今年以后请便令放榜不用先呈人名其及第人所试杂支及乡贡三代名讳并当日送中书门下使令定例勅旨依奏”
201. ↑  《李德裕文集校笺》下册·李卫公集补·请罢呈榜奏：“旧例，进士未放榜前，礼部侍郎遍到宰相私第，先呈及第人名，谓之呈榜。比闻多有改换，颇致流言。宰相稍有寄情，有司固无畏忌，取士之滥，莫不繇斯。将务责成，在于不挠，既无取舍，岂必预知？臣等商量，今年便任有司放榜，更不得先呈臣等，仍向后便为定例，如有固违，御史纠举。”
202. ↑  《资治通鉴》卷二四五：“初李仲言流象州遇赦还东都会留守李逢吉思复入相仲言自言与郑注善逢吉使仲言厚赂之注引仲言见王守澄守澄荐于上云仲言善易上召见之时仲言有母服难入禁中乃使衣民服号王山人仲言仪状秀伟倜傥尚气颇工文辞有口辩多权数上见之大悦以为奇士待遇日隆仲言既除服秋八月辛卯上欲以仲言为谏言置之翰林李德裕曰仲言向所为计陛下必尽知之岂宜置之近侍上曰然岂不容其改过对曰臣闻惟颜回能不贰过彼圣贤之过但思虑不至或失中道耳至于仲言之恶著于心本安能悛改邪上曰李逢吉荐之朕不欲食言对曰逢吉身为宰相乃荐奸邪以误国亦罪人也上曰然则别除一官对曰亦不可上顾王涯涯对曰可德裕挥手止之上回顾适见色殊不怿而罢始涯闻上欲用仲言草谏疏极愤激既而见上意坚且畏其党盛遂中变寻以仲言为四门助教给事中郑肃韩佽封还敕书德裕将出中书谓涯曰且喜给事中封敕涯即召肃佽谓曰李公适留语令二阁老不用封敕二人即行下明日以白德裕德裕惊曰德裕不欲封还当面闻何必使人传言且有司封驳岂复禀宰相意邪二人怅恨而去”
203. ↑  《旧唐书》列传第一百二十六·李宗闵：“及德裕秉政群邪不悦而郑注李训深恶之文宗乃复召宗闵于兴元为中书侍郎平章事命德裕代宗闵为兴元尹”
204. ↑  《新唐书》列传第九十九·李宗闵：“李训郑注始用事疾德裕共訾短之乃罢德裕复召宗闵知政事进封襄武县侯恣肆附托”
205. ↑  《资治通鉴》卷二四五：“九月辛亥徵昭义节度副使郑注至京师王守澄李仲言郑注皆恶李德裕以山南西道节度使李宗闵与德裕不相悦引宗闵以敌之壬戌诏徵宗闵于兴元庚寅以李宗闵为中书侍郎同平章事甲午以中书侍郎同平章事李德裕同平章事充山南西道节度使是日以李仲言为翰林侍讲学士”
206. ↑  《旧唐书》本纪第十七·文宗：“甲午以银青光禄大夫守中书侍郎平章事李德裕检校兵部尚书同平章事兴元尹充山南西道节度使以助教李仲言为国子周易博士充翰林侍讲学士皇太子见太师路随于明门丙申谏官上疏论李仲言不合奖任上令中使宣逾谏官曰朕留仲言禁中顾问经义敕命已行不可遽改[...]丙午以新除兴元节度使李德裕为兵部尚书”
207. ↑  《资治通鉴》卷二四五：“庚寅以李宗闵为中书侍郎同平章事甲午以中书侍郎同平章事李德裕同平章事充山南西道节度使是日以李仲言为翰林侍讲学士给事中高铢郑肃韩佽谏议大夫郭承嘏中书舍人权璩等争之不能得[...]李德裕见上自陈请留京师丙午以德裕为兵部尚书”
208. ↑  《旧唐书》列传第一百二十四·李德裕：“九月十日复召宗闵于兴元授中书侍郎平章事代德裕出德裕为兴元节度使德裕中谢日自陈恋阙不愿出籓追敕守兵部尚书宗闵奏制命已行不宜自便寻改检校尚书左仆射润州刺史镇海军节度苏常杭润观察等使代王璠”
209. ↑  《新唐书》列传第一百五·李德裕：“帝语王涯别与官德裕摇手止涯帝适见不怿训注皆怨即复召宗闵辅政拜德裕为兴元节度使入见帝自陈愿留阙下复拜兵部尚书宗闵奏命已行不可止更徙镇海军以代王璠”
210. ↑  《资治通鉴》卷二四五：“时德裕宗闵各有朋党互相挤援上患之每叹曰去河北贼易去朝中朋党难”
211. ↑  《刘禹锡集笺证》中册·卷二十八·奉送浙西李仆射相公赴镇：“「奉送至临泉驿，书札见征拙诗，时在汝州」建节东行是旧游，欢声喜气满吴州。郡人重得黄丞相，童子争迎郭细侯。诏下初辞温室树，梦中先到景阳楼。自怜不识平津阁，遥望旌旗汝水头。”
重送浙西李相公顷廉问江南巳经七载后历滑台剑南两镇遂入相今复领旧地新加旌旄：“江北万人看玉节，江南千骑引金铙。凤从池上游沧海，鹤到辽东识旧巢。城下清波含百谷，窗中远岫列三茅。碧鸡白马回翔久，却忆朱方是乐郊。”
212. ↑  《资治通鉴》卷二四五：“初李德裕为浙西观察使漳王傅母杜仲阳坐宋申锡事放归金陵诏德裕存处之会德裕已离浙西「傅母女师也处昌吕翻离，力智翻」牒留后李蟾使如诏旨「德裕自浙西征见上卷三年镇蜀见四年宋申锡事见五年系年差殊当考」至是左丞王璠户部侍郎李汉奏德裕厚赂仲阳阴结漳王图为不轨”
213. ↑  《旧唐书》列传第一百二十四·李德裕：“德裕至镇奉诏安排宫人杜仲阳于道观与之供给仲阳者漳王养母王得罪放仲阳于润州故也九年三月左丞王璠户部侍郎李汉进状论德裕在镇厚赂仲阳结托漳王图为不轨四月帝于蓬莱殿召王涯李固言路隋王璠李汉郑注等面证其事璠汉加诬构结语甚切至路隋奏曰德裕实不至此诚如璠汉之言微臣亦合得罪群论稍息寻授德裕太子宾客分怀东都”
214. ↑  《新唐书》列传第一百五·李德裕：“先是太和中漳王养母杜仲阳归浙西有诏在所存问时德裕被召乃檄留后使如诏书璠入为尚书左丞而漳王以罪废死因与户部侍郎李汉共谮德裕尝赂仲阳导王为不轨帝惑其言召王涯李固言路隋质之注璠汉三人者语益坚独隋言德裕大臣不宜有此谗焰少衰遂贬德裕为太子宾客分司东都”
215. ↑  《资治通鉴》卷二四五：“上怒甚召宰相及璠汉郑注等面质之璠汉等极口诬之路隋曰德裕不至有此果如所言臣亦应得罪言者稍息夏四月以德裕为宾客分司丙申以门下侍郎同平章事路隋同平章事充镇海节度使趣之赴镇不得面辞坐救李德裕故也”
216. ↑  《旧唐书》本纪第十七·文宗：“丙戌以桂管观察使李从易为广州刺史岭南节度使以镇海军节度使浙西观察等使李德裕为太子宾客分司东都”
217. ↑  《旧唐书》本纪第十七·文宗：“庚子诏银青光禄大夫守太子宾客分司东都上柱国赞皇县开国伯食邑七百户李德裕贬袁州长史”
218. ↑  《资治通鉴》卷二四五：“庚子制以向日上初得疾王涯呼李德裕奔问起居德裕竟不至又在西蜀征逋悬钱三十万缗百姓愁困贬德裕袁州长史”
219. ↑  《唐大诰令集》卷五十七·大臣·休致·李德裕袁州长史制：“有国之典，本于明罚；为君之道，必在去邪。皇王大政，谅无易此。奸凶与比，诚敬尽亏，无君之心，因事辄见，岂可尚居崇秩，犹列东朝。银青光禄大夫、守太子宾客分司东都、上柱国、赞皇县开国伯、食邑七百户李德裕，性本阴狡，材则脆弱，因缘薄艺，颉颃清途。既忝藩镇，旋处钧轴，靡怀愧畏，肆意欺诬，废挠旧章，汨乱彝序。贤良尽逐，当白昼而重关；诡诈是谋，逮中宵而万变。朕尝以寒暑得疾，初甚惊人，凡百臣子，奔走道路。而德裕私室宴然，全无忧戚。王涯驻车道左，络绎追呼。满朝倾骇，竟以不至。又在西蜀之日，征逋悬钱仅三十万贯，使疲羸老弱，转徙沟壑。交结异类，任用心佥人，贿赂流行，朱紫无辨。是宜处之重典，以正刑书。犹以夙经委使，载深宽宥，俾佐遐服，用示宽恩。可守袁州长史，驰驿发遣。”
220. ↑  《旧唐书》本纪第十七·文宗：“三月庚子朔壬寅以袁州长史李德裕为滁州刺史”
221. ↑  《旧唐书》列传第一百二十四·李德裕：“十一月王璠与李训造乱伏诛而文宗深悟前事知德裕为朋党所诬明年三月授德裕银青光禄大夫量移滁州刺史”
222. ↑  《新唐书》列传第一百五·李德裕：“未几宗闵以罪斥而注训等乱败帝追悟德裕以诬构逐乃徙滁州刺史又以太子宾客分司东都”
223. ↑  《资治通鉴》卷二四五：“三月壬寅以袁州长史李德裕为滁州刺史”
224. ↑  《旧唐书》本纪第十七·文宗：“壬午以滁州刺史李德裕为太子宾客”
225. ↑  《旧唐书》列传第一百二十四·李德裕：“七月迁太子宾客”
226. ↑  《刘禹锡集笺证》下册·外集卷七·酬李相公喜归乡国自巩县夜泛浴水见寄：“巩树烟月上，清光含碧流。且无三已色，犹泛五湖舟。鹏息风还起，凤归林正秋。虽举小山桂，此地不淹留。”

和李相公平泉潭上喜见新月：“家山见初月，林壑悄无尘。幽境此何夕？清光如为人。潭空破镜入，风动翠娥颦。会向琐窗望，追思伊洛滨。”

和李相公初归平泉遇龙门南岭遥望山居即事：“暂别明庭去，初随优诏还。曾为鹏鸟赋，喜过凿龙山。新墅烟火起，野程泉石间。岩廊人望在，只得片时闲。”

和李相公以平泉新墅获方外之名因以此诗为报洛中士君子兼见寄之作：“业继韦平后，家依昆阆间。恩华辞北第，萧洒爱东山。满室图书在，入门松菊开。垂天虽暂息，一举出人寰。”
227. ↑  《李德裕文集校笺》下册·别集卷十·潭上喜见新月：“簪组十年梦，固庐今夕情。谁怜故乡月，复映碧泽生。皓彩松上见，寒光波际轻。还将孤赏意，暂寄玉琴声。”
初归平泉遇龙门南岭遥望山居即事：“初归故乡陌，极望且徐轮。近野樵蒸至，平泉烟火新。农夫馈鸡黍，渔子荐霜鳞。惆怅怀杨仆，惭为阁外人。”
洛中士君子多以平泉见呼愧获方外之名因以此诗为报奉寄刘宾客：“非高柳下逸，自爱竹林闲。才异居东里，愚因在北山。径荒寒未扫，门设书长关。不及鸱夷子，悠悠烟水间”
228. ↑  《新唐书》列传第一百五·李德裕：“开成初帝从容语宰相朝廷岂有遗事乎众皆以宋申锡对帝俯首涕数行下曰当此时兄弟不相保况申锡邪有司为我褒显之又曰德裕亦申锡比也起为浙西观察使后对学士禁中黎埴顿首言德裕与宗闵皆逐而独三进官帝曰彼尝进郑注而德裕欲杀之今当以官与何人埴惧而出又指坐扆前示宰相曰此德裕争郑注处”
229. ↑  《旧唐书》本纪第十七·文宗：“十一月丙寅朔庚辰浙西观察使崔郾卒以太子宾客分司东都李德裕检校户部尚书充浙西观察使”
230. ↑  《旧唐书》列传第一百二十四·李德裕：“十一月检校户部尚书复浙西观察使德裕凡三镇浙西前后十馀年”
231. ↑  《旧唐书》本纪第十七·文宗：“五月癸亥朔乙丑以东都留守裴度为太原尹北都留守河东节度使依前守司徒中书令丙寅户部侍郎李珏判本司事以浙西观察使李德裕检校户部尚书兼扬州大都督府长史充淮南节度使辛未诏以前淮南节度使牛僧孺为检校司空东都留守以苏州刺史卢商为浙西观察使”
232. ↑  《旧唐书》列传第一百二十四·李德裕：“开成二年五月授扬州大都督府长史淮南节度副大使知节度使事代牛僧孺”
233. ↑  《新唐书》列传第一百五·李德裕：“德裕三在浙西出入十年迁淮南节度使代牛僧孺”
234. ↑  《旧唐书》列传第一百二十四·李德裕：“初僧孺闻德裕代己乃以军府事交付副使张鹭即时入朝时扬州府藏钱帛八十万贯匹及德裕至镇奏领得止四十万半为张鹭支用讫僧孺上章讼其事诏德裕重检括果如僧孺之数德裕称初到镇疾病为吏隐欺请罚诏释之”
235. ↑  《新唐书》列传第一百五·李德裕：“僧孺闻之以军事付其副张鹭即驰去淮南府钱八十万缗德裕奏言止四十万为鹭用其半僧孺诉于帝而谏官姚合魏謩等共劾奏德裕挟私怨沮伤僧孺帝置章不下诏德裕覆实德裕上言诸镇更代例杀半数以备水旱助军费因索王播段文昌崔从相授簿最具在惟从死官下僧孺代之其所杀数最多即自劾始至镇失于用例不敢妄遂待罪有诏释之”
236. ↑  《旧唐书》列传第一百二十四·李德裕：“四年四月就加检校尚书左仆射”
237. ↑  《旧唐书》本纪第十七·文宗：“五年春正月戊寅朔上不康不受朝贺己卯诏立亲弟颍王瀍为皇太弟权勾当军国事皇太子成美复为陈王”
238. ↑  《旧唐书》本纪第十八·武宗：“五年正月二日文宗暴疾宰相李珏知枢密刘弘逸奉密旨以皇太子监国两军中尉仇士良鱼弘志矫诏迎颍王于十六宅曰朕自婴疾疹有加无瘳惧不能躬总万机日厘庶政稽于谟训谋及大臣用建亲贤以贰神器亲弟颍王瀍昔在籓邸与朕常同师训动成仪矩性禀宽仁俾奉昌图必谐人欲可立为皇太弟应军国政事便令权勾当百辟卿士中外庶臣宜竭乃心辅成予志陈王成美先立为皇太子以其年尚冲幼未渐师比日重难不遑册命回践朱邸式协至公可复封陈王是夜士良统兵士于十六宅迎太弟赴少阳院百官谒见于东宫思贤殿”
239. ↑  《新唐书》本纪第八·武宗：“开成五年正月文宗疾大渐神策军护军中尉仇士良鱼弘志矫诏废皇太子成美复为陈王立颍王为皇太弟辛巳即皇帝位乾柩前”
240. ↑  《旧唐书》本纪第十八·武宗：“知枢密刘弘逸薛季棱率禁军护灵驾至陵所二人素为文宗奖过仇士良恶之心不自安因是掌兵欲倒戈诛士良弘志卤簿使兵部尚书王起山陵使崔棱觉其谋先谕卤簿诸军是日弘逸季棱伏诛门下侍郎同平章事杨嗣复检校吏部尚书潭州刺史充湖南都团练观察使中书侍郎同平章事李珏检校兵部尚书桂州刺史充桂管防御观察等使御史中裴夷真为杭州刺史皆坐弘逸季棱党也”
241. ↑  《新唐书》本纪第八·武宗：“内枢密使刘弘逸薛季棱以兵杀仇士良不克伏诛庚午李珏罢”
242. ↑  《旧唐书》列传第一百二十四·李德裕：“五年正月武宗即位七月召德裕于淮南九月授门下侍郎同平章事”
243. ↑  《资治通鉴》卷二四六：“初上之立非宰相意故杨嗣复李珏相继罢召淮南节度使李德裕入朝九月甲戌朔至京师丁丑以德裕为门下侍郎同平章事”
244. ↑  《旧唐书》本纪第十八·武宗：“九月以淮南节度使检校尚书左仆射李德裕为吏部尚书同中书门下平章事寻兼门下侍郎以宣武军节度使检校吏部尚书汴州刺史李绅代德裕镇淮南”
245. ↑  《新唐书》本纪第八·武宗：“九月丁丑淮南节度副大使李德裕为门下侍郎同中书门下平章事”
246. ↑  《新唐书》列传第一百五·李德裕：“武宗立召为门下侍郎同中书门下平章事既入谢即进戒帝辨邪正专委任而后朝廷治臣尝为先帝言之不见用夫正人既呼小人为邪小人亦谓正人为邪何以辨之请借物为谕松柏之为木孤生劲特无所因倚萝茑则不然弱不能立必附它木故正人一心事君无待于邪人必更为党以相蔽欺君人者以是辨之则无惑矣又谓治乱系信任引齐桓公问管仲所以害霸者仲对琴瑟笙竽弋猎驰骋非害霸者惟知人不能举举不能任任而又杂以小人害霸也太玄德宪四宗皆盛朝其始临御自视若尧舜浸久则不及初陛下知其然乎始一委辅相故贤者得尽心久则小人并进造党与乱视听故上疑而不专政去宰相则不治矣在德宗最甚晚节宰相惟奉行诏书所与图事者李齐运裴延龄韦渠牟等讫今谓之乱政夫辅相有欺罔不忠当亟免忠而材者属任之政无它门天下安有不治先帝任人始皆回容积纤微以至诛贬诚使虽小过必知而改之君臣无猜则谗邪不干其间矣又言开元初辅相率三考辄去虽姚崇宋璟不能逾至李林甫秉权乃十九年遂及祸败是知亟进罢宰相使政在中书诚治本也”
247. ↑  《资治通鉴》卷二四六：“庚辰德裕入谢言于上曰致理之要在于辩群臣之邪正夫邪正二者势不相容正人指邪人为邪邪人亦指正人为邪人主辩之甚难臣以为正人如松柏特立不倚邪人如藤萝非附他物不能自起故正人一心事君而邪人竞为朋党先帝深知朋党之患然所用卒皆朋党之人良由执心不定故奸邪得乘间而入也夫宰相不能人人忠良或为欺罔主心始疑于是旁询小臣以察执政如德宗末年所听任者惟裴延龄辈宰相署敕而已此政事所以日乱也陛下诚能慎择贤才以为宰相有奸罔者立黜去之常令政事皆出中书推心委任坚定不移则天下何忧不理哉又曰先帝于大臣好为形迹小过皆含容不言日累月积以至祸败兹事大误愿陛下以为戒臣等有罪陛下当面诘之事茍无实得以辩明若其有实辞理自穷小过则容其悛改大罪则加之诛遣如此君臣之际无疑间矣上嘉纳之”
248. ↑  《旧唐书》本纪第十八·武宗：“魏博节度使何进滔卒三军推其子重霸知留后事”
249. ↑  《新唐书》本纪第八·武宗：“魏博节度使何进滔卒其子重霸自称留后”
250. ↑  《李德裕文集校笺》上册·文集卷九·宰相等书并诛罪人敕·宰相与李执方书：“何司徒顷因军中扰攘，起授翰垣。推体国之诚，动遵朝典；罄守籓之礼，终保令名。遽此沦亡，深可悼惜。闻以监军朝觐，贵安物情，军府事权令后嗣勾当，本于忠顺，固匪徇私。伏以圣上君临，惟新景化。施王者之号令，事贵有名；奉祖宗之法度，不可轻易。旋观臣节，岂惜恩荣。今公卿之议，皆请别命戎帅。圣上恩深悼往，义在安人。以司徒之尽忠，方垂茂轨；想后嗣之善继，必有令图。只在邻近将帅，成其美志。元和初两河跋扈之势，尚未可怀，朝廷制置之宜，难于今日。李师道兵锋物力，足以自强，犹悉献吏员，请颁贡赋，管内盐法，皆归有司，沥款披肝，乃授留务。王承宗迷而知复，寻自纳忠，进德、棣两州，以效诚节，故得举族荣盛，一门保安。望尚书以朝廷公议，两镇旧体，令速效忠款，自求宠荣，不使河朔邻封，误其大计。尚书籓方重寄，宗室信臣，报国之忠，仰思展用，成人之美，必当为忠谋。望早布嘉言，勤于善诱，邀其实效，勿受诡词。临事制宜，固在明略。若未获要领，无惮再三，待知赤诚，方可闻奏。但出于雅意，不可云某等令布此怀。其间若须商量者，望于判官、大将中拣忠信有才识人，令充使至此。伏希鉴悉。不宣，某等状。”
251. ↑  《新唐书》列传第一百五·李德裕：“帝尝疑杨嗣复李珏顾望不忠遣使杀之”
252. ↑  《资治通鉴》卷二四六：“初知枢密刘弘逸薛季陵宠于文宗仇士良恶之上之立非二人及宰相意故杨嗣复出为湖南观察使李珏出为桂管观察使士良屡谮弘逸等于上劝上除之乙未赐弘逸季陵死遣中使就潭桂州诛嗣复及珏”
253. ↑  《资治通鉴考异》卷二十一：“文宗于章陵知枢密刘弘逸薛季棱率禁军䕶灵驾二人素为文宗奬遇仇士良恶之心不自安因是欲倒戈诛士良弘志卤簿使王起山陵使崔郸觉其谋先谕卤簿诸军是日弘逸季棱伏诛以杨嗣复为湖南观察使李珏为桂管观察使中丞裴夷直为杭州刺史皆坐弘逸季棱也贾纬唐年补録曰五年八月云是月诛枢密使刘弘逸薛季棱帝即位尤忌宦官季棱弘逸深惧之及将葬文宗于章陵聚禁兵欲议废立赖山陵使崔郸卤簿使王起等拒而获济遂擒弘逸季棱杀之旧王起传八月充山陵卤簿使枢密使刘弘逸薛季棱惧诛欲因山陵兵士谋废立起与山陵使知其谋密奏皆伏诛旧嗣复传五年九月贬湖南明年诛季棱弘逸中人言二人顷附嗣复李珏不利于陛下武宗性急立命中使往湖南桂管杀嗣复与珏按去年八月若已诛弘逸季棱不当至此月始再贬嗣复等旧纪王起传与嗣复传自相违今从实录实录又曰时有再以其事动帝意者帝赫怒欲杀之中使既发虽宰相亦不知之户部尚书判度支杜悰奔马见徳裕云云旧嗣复传曰宰相崔郸崔琪等亟请开延英极言云云献替记曰会昌元年三月二十四日遇假在宅向晩闻有中使一人向东一人向南处置二故相及裴夷直余遣人问盐铁崔相度支杜尚书京兆卢尹皆言闻有使去不知其故余遂草约奏状”
254. ↑  《资治通鉴》卷二四六：“丙申德裕与崔珙崔郸陈夷行三上奏又邀枢密使至中书使入奏以为德宗疑刘晏动摇东宫而杀之中外咸以为两河不臣者由兹恐惧得以为辞德宗后悔录其子孙文宗疑宋申锡交通籓邸窜谪至死既而追悔为之出涕嗣复珏等若有罪恶乞更加重贬必不可容亦当先行讯鞫俟罪状著白诛之未晚今不谋于臣遽遣使诛人情莫不震骇愿开延英赐对”
255. ↑  《资治通鉴考异》卷二十一：“二十五日早入中书崔相琪续至崔郸次至陈相最后至己巳时矣余令三相会食自归厅写状进请开延英赐对进状后更无报答至午又自写第二状封进兼请得枢密使至中书问有此事无枢密使对曰向者不敢言相公既知只是一人嗣复李珏德裕言此事至重陛下却不访问便遣使去物情无不惊惧请附德裕奏圣旨若疑德裕情故请先自远贬唯此一事不可更行徳裕等至夜不敢离中书请早开延英赐对至申时报开延英余邀得丞相两省官谓曰上性刚若有一人进状伏问必不舍矣容德裕极力救解继于叩头流血德裕救不得他人固不可矣”
256. ↑  《新唐书》列传第一百五·李德裕：“德裕知帝性刚而果于断即率三宰相见延英呜咽流涕曰昔太宗德宗诛大臣未尝不悔臣欲陛下全活之无异时恨使二人罪恶暴著天下共疾帝不许德裕伏不起帝曰为公等赦之德裕降拜升坐帝曰如令谏官论争虽千疏我不赦德裕重拜因追还使者嗣复等乃免”
257. ↑  《资治通鉴》卷二四六：“至晡时开延英召德裕等入德裕等泣涕极言陛下宜重慎此举毋致后悔上曰朕不悔三命之坐德裕等曰臣等愿陛下免二人于死勿使既死而众以为冤今未奉圣旨臣等不敢坐久之上乃曰特为卿等释之德裕等跃下阶舞蹈上召升坐叹曰朕嗣位之际宰相何尝比数李珏季陵志在陈王嗣复弘逸志在安王陈王犹是文宗遗意安王则专附杨嗣复仍与妃书云姑何不效则天临朝向使安王得志朕那复有今日德裕等曰兹事暖昧虚实难知上曰杨妃尝有疾文宗听其弟玄思入侍月馀以此得通意旨朕细询内人情状皎然非虚也遂追还二使更贬嗣复为潮州刺史李珏为昭州刺史裴夷直为欢州司户”
258. ↑  《资治通鉴考异》卷二十一：“及召入延英殿德裕率三相公立当御榻奏事呜咽流涕云云上既舍之又令德裕召丞郎两省官宣示今从实录亦采献替记”
259. ↑  《资治通鉴》卷二四六：“初陈行泰逐史元忠遣监军傔以军中大将表来求节钺李德裕曰河朔事势臣所熟谙比来朝廷遣使赐诏常太速故军情遂固若置之数月不问必自生变今请留监军傔勿遣使以观之既而军中果杀行泰立张绛复求节钺朝廷亦不问”
260. ↑  《李德裕文集校笺》中册·文集卷十三·论幽州事宜状：“右，臣等今月五日于紫宸，陛下访问刘约事宜，令臣等亦与君赏一书，谕以此意。臣等将谓君赏久在河朔，谙练戎机，远授规模，必副圣意。君赏只合自出己意，潜道款诚，事从乖张，泯然无迹。岂有将朝廷密旨，显示乱军，激其悖心，致此章表？兼见君赏与张绛手疏，词甚卑逊，非惟失将师之体，实亦失忠尽之诚。近者何重顺未得节制，初遣茂复谕旨，又遣执方致书。臣等两度令元蹇申意，料重顺岂不知是朝廷密谕？然竟无大将军表，终守恭顺之词，所以授之有名，不紊朝典。幽州一方，自朱克融留连中使，不受赐衣，继以杨志诚累遣将吏上表，邀求官爵，自此悖慢之气，与镇、魏不同。今若便与留务，实为朝廷之耻。伏望且逗留旬月，更候事宜。克恭傔回日，伏望不赐诏书，庶全事体。”
261. ↑  《资治通鉴》卷二四六：“会雄武军使张仲武起兵击绛且遣军吏吴仲舒奉表诣京师称绛惨虐请以本军讨之冬十月仲舒至京师诏宰相问状仲舒言行泰绛皆游客故人心不附仲武幽州旧将性忠义通书习戎事人心向之向者张绛初杀行泰召仲武欲以留务让之牙中一二百人不可仲武行至昌平绛复却之今计仲武才发雄武军中已逐绛矣李德裕问雄武士卒几何对曰军士八百外有上团五百人德裕曰兵少何以立功对曰在得人心茍人心不从兵三万何益德裕又问万一不克如何对曰幽州粮食皆在妫州及北边七镇万一未能入则据居庸关绝其粮道幽州自困矣德裕奏行泰绛皆使大将上表胁朝廷邀节钺故不可与今仲武先自表请发兵为朝廷讨乱与之则似有名乃以仲武知卢龙留后仲武寻克幽州”
262. ↑  《新唐书》列传第一百五：“时帝数出畋游暮夜乃还德裕上言人君动法于日故出而视朝入而燕息传曰君就房有常节惟深察古谊毋继以夜侧闻五星失度恐天以是勤勤儆戒诗曰敬天之渝不敢驰驱愿节田游承天意”
263. ↑  《资治通鉴》卷二四六：“上颇好田猎及武戏五坊小儿得出入禁中赏赐甚厚尝谒郭太后从容问为天子之道太后劝以纳谏上退悉取谏疏阅之多谏游猎自是上出畋稍希五坊无复横赐”
264. ↑  岑仲勉：《岑仲勉史学论文集》，李德裕《会昌伐叛集》编证上，p.357
265. ↑  《旧唐书》列传第一百二十四·李德裕：“开成末回纥为黠戛斯所攻战败部族离散乌介可汗奉太和公主南来会昌二年二月牙于塞上遣使求助兵粮收复本国权借天德军以安公主”
266. ↑  《新唐书》列传第一百五·李德裕：“回鹘自开成时为黠戛斯所破会昌后乌介可汗挟公主牙塞下种族大饥以弱口重器易粟于边”
267. ↑  《资治通鉴考异》卷二十一：“武宗会昌元年二月回鹘立乌希特勒为乌介可汗据伐叛记乌介立在二月今从之后唐献祖纪年录曰王子乌希特勒者曷萨之弟胡特勒之叔为黠戞斯所迫帅众来归至错子山乃自立为可汗二年七月册为乌介可汗”
268. ↑  《李德裕文集校笺》上册·文集卷五·赐背叛回鹘敕书：“近数得边将奏报，知卿等本国自有离乱，可汗遇祸，虽未委虚实，良深震悼。我国家与卿等本国代结姻好，久为亲戚，协德同心，常为诸蕃所羡，故得边候不耸，封疆晏然。卿等忽领师徒，漠南屯集，又数至天德侵掠，颇扰边人。聚师无名，忠义具失，既乖旧好，良用怃然。若卿等本国所立新主非可汗至亲，人心不从，扰乱未定，卿等只合自申方略，竭效忠诚，安靖本蕃，以图勋绩；亦合遣使告朕，具述此心。若新立可汗是中国至亲，人已归附，卿等便合早自相率，保国宁家，与可汗协心，以修旧好。岂得寄命塞上，久劳师人？朕缘与卿本国情义至深，事同一体，又缘公主在彼，未知存亡，故遣使臣魏謩往谕朕意。卿宜备陈诚款，不得虚词，兼禁戢师徒，勿为侵轶。近闻天德游奕军将，曾有交锋。卿等既犯塞垣，亦是边将常事，今已各令诸镇不许交兵，卿宜晓谕部落，各令知悉。”
269. ↑  《资治通鉴考异》卷二十一：“诏田牟约勒将士及杂虏毋犯回鹘旧纪八月乌介遣使告故可汗死部人推为可汗令奉公主南投大国时乌介至塞上嗢没斯与赤心相攻杀赤心帅数千帐近西城田牟以闻乌介又令其相颉干迦斯表借天徳城乃乞粮储牛羊诏王会李师偃往宣慰令放公主入朝赈粟二万石旧徳裕传曰开成末回鹘为黠戞斯所攻部族离散乌介奉大和公主南来会昌二年二月平于塞上遣使求助兵粮收复本国权借天徳军田牟请以沙陀退浑诸部击之下百寮议议者多云如牟之奏徳裕云云帝以为然许借米三万石伐叛记曰会昌元年二月回鹘远涉沙漠饥饿尤甚将金宝于塞上部落博籴粮食边人贪其财宝生攘夺之心至”
270. ↑  《旧唐书》列传第一百二十四·李德裕：“时天德军使田牟请以沙陁退浑诸部落兵击之上意未决下百僚商议议者多云如牟之奏德裕曰顷者国家艰难之际回纥继立大功今国破家亡窜投无所自居塞上未至侵淫以穷来归遽行杀伐非汉宣待呼韩邪之道也不如聊济资粮徐观其变宰相陈夷行曰此借寇兵而资盗粮非计也不如击之便德裕曰田牟韦仲平言沙陀退浑并愿击贼此缓急不可恃也夫见利则进遇敌则散是杂虏之常态必不肯为国家捍御边境天德一城戍兵寡弱而欲与劲虏结雠陷之必矣不如以理恤之俟其越轶用兵为便帝以为然许借米三万石”
271. ↑  《新唐书》列传第一百五·李德裕：“退浑党项利虏掠因天德军使田牟上言愿以部落兵击之议者请可其言德裕曰回鹘于国尝有功以穷来归未辄扰边遽伐之非汉宣帝待呼韩之义不如与之食以待其变陈夷行曰资盗粮非计也不如击之便德裕曰沙陀退浑不可恃也夫见利则进遇敌则走杂虏之常态孰肯为国家用邪天德兵素弱以一城与劲虏确无不败请诏牟无听诸戎计帝于是贷粟二万斛”
272. ↑  《资治通鉴》卷二四六：“李德裕请遣命慰抚回鹘且运粮三万斛以赐之上以为疑闰月己亥开延英召宰相议之陈夷行于候对之所屡言资盗粮不可德裕曰今徵兵未集天德孤危倘不以此粮啖饥虏且使安静万一天德陷没咎将谁归夷行至上前遂不敢言上乃许以谷二万斛赈之”
273. ↑  《李德裕文集校笺》上册·文集卷五·赐回鹘嗢没斯特勤等诏书：“敕：回鹘嗢没斯特勤、那颉啜特勤、颉于伽思、于解亦阿耽于思、莫贺达干宰相伊难朱密伽谛略、摩咄将军谛略等。天德军递所奏表至，再三省览，忧属良深。彼蕃自忠义毗伽可汗以来，代为亲隣，连降爱主，恩礼特异，古今莫及。朕君临万国，抚育殊方，苟有未安，则宜来告。况特勤等乃祖乃父，归诚累朝。昨遣嗣泽王溶吊册先可汗回，始闻卿国中丧乱，诸部乖离。救患䘏邻，岂忘令典？方图镇抚，以命使臣。今又知坚昆等五族，深入凌虐，可汗被害，公主及新可汗播越他所，未归城邑。特勤等力不能制，思存远图，相率遁逃，万里归命。又知欲奉公主朝觐，忠谋不从，已逾大漠之南，同款五原之塞，发此单使，布其赤心。言念艰危，恻然轸叹。料卿等皆英酋贵族，羁寓沙场，怀土之情，如何可处？岂非欲讨除外寇，匡复本蕃，抱此至忠，托于大援。但缘未知指的，难便听从。又虑边境守臣，见卿忽至，或怀疑阻，不副朕心，故遣鸿胪卿张贾驰往安抚。朕既奖卿忠款，报以信诚，虽隔塞垣，已如相见。卿须深明朕志，尽吐所怀，一一言于使臣，令其速还闻奏。伫闻诚愿，续有指挥，必当副彼急难，固不惜于事力。勉于谋度，用保忠勤。秋熟，卿及部下诸官并左相阿波兀等部落黑车子、达怛等平安好。遣书指不多及。”
274. ↑  《资治通鉴》卷二四六：“时诏以鸿胪卿张贾为巡边使使察回鹘情伪未还上问德裕曰嗢没斯等请降可保信乎对曰朝中之人臣不敢保况敢保数千里外戎狄之心乎然谓之叛将则恐不可若可汗在国嗢没斯等帅众而来则于体固不可受今闻其国败乱无主将相逃散或奔吐蕃或奔葛逻禄惟此一支远依大国观其表辞危迫恳切岂可谓之叛将乎况嗢没斯等自去年九月至天德今年二月始立乌介自无君臣之分愿且诏河东振武严兵保境以备之俟其攻犯城镇然后以动力驱除或于吐谷浑等部中小有抄掠听自仇报亦未可助以官军仍诏田牟仲平毋得邀功生事常令不失大信怀柔得宜彼虽戎狄必知感恩辛酉诏田牟约勒将士及杂虏毋得先犯回鹘”
275. ↑  《资治通鉴考异》卷二十一：“其年秋城使田牟监军韦仲平上表称退浑党项与回鹘宿有嫌怨愿出本部兵马驱逐其时天徳城内只有将士一千人职事人居其半上令宰臣商量徳裕面奏云云八月二十四日请赐田牟仲平诏汉兵及蕃浑不得先犯回鹘语在会昌集奏状中按旧纪实录皆采集众书为之争前后多差互今从伐叛记一品集”
276. ↑  《李德裕文集校笺》中册·文集卷十三·论田牟请许党项仇复回鹘嗢没斯部落事状：“右，臣等虽不习兵钤，昧于边事，然酌其物理，情实可知。伏希圣慈，特赐详览。比者陛下常虑回鹘国中离散，未是实情。今据我阿泥伊难珠合等书云，此间更无活处，即是实耗。又回鹘安孝顺云，赤心宰相问汉国中看你回鹘好无。足知依倚大国，意甚勤恳。今若许田牟徇党项贪利之心，不自量力，犯必死之虑，绝归款之诚，事捷亦损耗甲兵，大亏恩信；不成则永为边患，取笑四夷。况穷鸟入怀，尚须矜悯；远人慕义，曾未犯边。自六月至今，未尝捉烽戍一人，夺党项一物。披诚款塞，望阙哀鸣。昨者所献表章，词恳意顺；弃而不纳，先务诛夷。此不可一也。若回鹘国中无衅，种落皆安，嗢没斯叛逆而来，即须拒绝。可汗既自失国，牙帐已无，携挈伤残，寄命他所。嗢没斯等迫于饥困，各欲求生。田牟执称背国亡命，是去年为恶徒党，都似与徳彝雪屈，为党项报仇。察其用情，殊非体国。此不可二也。汉宣帝五凤中，匈奴大乱，议者多曰匈奴为害日久，可因其坏乱，举兵灭之。萧望之对曰：「宜遣使吊问，救其灾患。四夷闻之，咸贵中国之仁义。」其后南单于果是臣服，六十年边境无事。今纵不能扶其微弱，岂宜因此幸灾？此不可三也。伏望具诏太原、振武，排比骑兵于边上，严防侵轶，待犯国家城镇，然以武力驱除。若只于党项、退浑小有劫夺，任部落自相仇报，未可助以甲兵。常令大信不渝，怀柔得所，彼虽戎狄，必合感恩。待张贾使回，足知情实。仍望诏田牟不得擅出诡计，妄邀奇功，兼诏仲武不得纳将吏惑词，为国生事。如蒙允许，伏望付翰林约此意处分。”
277. ↑  《李德裕文集校笺》上册·文集卷五·赐回鹘嗢没斯等诏：“ 敕：回鹘嗢没斯特勤、那颉啜特勤、悉勿啜特勤、乌离思特勤、赤心宰相等。张贾等回，知卿等欲远赴阙庭，自申忠款。眷言深志，岂忘于怀？闻卿等本国，顷因饥荒，遂至离散，亲属内叛，诸部外侵。新立可汗，犹未安定。既是国中所奉，则为卿等君亲。古人云，未有仁而遗其亲者，义而后其君者。想卿等本心，必思推戴。况回鹘代雄朔漠，威服诸蕃，今已破伤，足堪悲愤。若皆自争雄长，不顾其君，各据一隅，必更衰弱。深虑从此之後，为诸蕃所轻。与卿等本国，代结婚亲，久修邻好，每念於此，良用恻然。与卿等为谋，须务远大，莫若自相率励，同奉可汗，兴复本蕃，再图强盛。朕欲召卿赴阙，亲谕此怀，又恐可汗闻知，谓朕幸其艰危，因有招纳，盖欲深全国体，兼为卿等避嫌，以此思之，难遂於请。卿等宜早归本国，不更滞留。卿等表请器甲，朕君临万国，非止一蕃，祖宗旧章，不敢逾越，国家未曾赐诸蕃器甲，卿等亦合备知，若一处开恩，必自兹援例。朔州般次，旧例须待可汗遣驼马迎圣，方令进发；可汗信使未至，难於遣行。今有赐物，具在别录，以卿等率先向发，特示优恩。缘新立可汗未受朝廷册命，数降使至卿等部落，亦恐非宜，所有赐赍，止於此度。想卿等明识，深谅朕怀。便令高品魏敬休宣谕，想宜知悉。”
278. ↑  《资治通鉴考异》卷二十一：“按实录十一月初犹未知公主所在遣苗缜至嗢没斯处访问月末始云公主遣使言乌介可汗乞册命及降使宣慰十二月庚辰制曰公主遣使入朝已知新立可汗寓居塞下宜令王会慰问仍赈米二万石然则闰九月中乌介未至天德德裕但欲赈嗢没斯等耳上虽许赐米而未遣使会闻乌介在塞下因遣王会并赐之二万石耳非再赐也伐叛记终言其事非以闰九月中即降使赐米也”
279. ↑  《李德裕文集校笺》上册·卷三·遣王会等安抚回鹘制：“敕：自古令王，抚宁荒服。忠于国者则有继绝之恩，顺于道者则有固存之义。所以厚其向化，优以报功。回鹘累代姻亲，久修臣礼，服我声教，保兹信诚。尝以国难，识其忠良。严霜见其贞松，疾风知其劲草。永言勋力，岂忘予怀？如闻为纥扢斯所攻，兵折众叛，畜产大耗，国人荐饥，流离转徙，远逾沙漠。近因太和公主遣使入朝，已知新立可汗，寓居塞下，告穷请命，未有所归。毎念艰危，载深悯恻。今欲救䘏穷困，抚慰疮痍，使四方知朕不忘旧勋，保其大顺。昔匈奴乖乱，呼韩款塞，汉宣帝转粟赈救，权而施宜。故得三代称藩，北边罢警。前代令典，可不务乎！宜令右金吾卫大将军、兼御史大夫王会持节充安抚大使，宗正少卿、兼御史中丞李师偃充副使，专往慰问。仍赈米粟二万石，俾期安辑离散，渐就漠南；再复旧疆，永保恩好。宣示中外，宜体朕怀。”
280. ↑  《旧唐书》列传第一百二十四·李德裕：“寻进位司空”
281. ↑  《旧唐书》本纪第十八·武宗：“二年春正月丙申朔以抚王紘为开府仪同三司幽州大都督府长史充幽州卢龙节度大使以雄武军使张绛检校左散骑常侍兼幽州左司马知两使留后仍赐名仲武”
282. ↑  《资治通鉴》卷二四六：“春正月以张仲武为卢龙节度使朝廷以回鹘屯天德振武北境以兵部郎中李拭为巡边使察将帅能否”
283. ↑  《资治通鉴》卷二四六：“回鹘复奏求粮及寻勘吐谷浑党项所掠又借振武城诏遣内使杨观赐可汗书谕以城不可借馀当应接处置”
284. ↑  《李德裕文集校笺》上册·文集卷五·赐回鹘书意：“朕想可汗、公主以久修隣好，累降嘉姻，望我国家，如归亲戚。朕毎弘容纳之意，固无纤芥之嫌。但以将相大臣，累陈公议，以可汗代居绝漠，临长诸蕃，名声既雄，部伍甚众。今逗留塞上，逼近边城，百姓不安，人心疑惑，耕种尽废，士马疲劳。朕二年以来，保护可汗一国，内阻公卿之议，外遏将帅之言，朕于可汗，心亦至矣。可汗亦须深见事体，早务归还。所求种粮及安存摩尼、寻勘退浑、党项劫掠等事，并当应接处置，必遣得宜。惟是拟借一城，自古以来，未有此事。天地以沙漠山河，限隔南北。想蕃中故老，亦合备知。只如长安，东有潼关，西有㪚关，南有蓝田关，北有蒲关。今四海一家，天子所都，犹有限隔。况蕃汉殊壤，岂可通同？且天下者，髙祖、太宗之天下。朕守祖宗成业，常怀兢畏，岂敢上违天地之限，中堕祖宗之法？每欲发一号，施一令，皆告于宗庙，不敢自专。所借一城，理绝言议。想可汗便须息意，勿更披陈。其馀令杨观专往，亲喻朕意。”
285. ↑  《资治通鉴》卷二四六：“河东节度使苻澈修把头烽旧戍以备回鹘李德裕奏请增兵镇守及修东中二受降城以壮天德形势从之”
286. ↑  《李德裕文集校笺》中册·文集卷十三·条疏太原以北边备事宜：“一、云州之北，并是散地，备御之要，系把头烽。今苻澈虽修缮已毕，把头烽内并未添兵镇守，事同虚设，恐不应机。未废把头烽以前，把头烽内旧有军镇数处；自废把头烽后，并合抽却。望令巡边使速与苻澈计会，却抽旧兵，依前制置。如旧兵已少，即与太原城下及闲处抽兵，其与山东连接处及西北镇兵，不在抽限。如更要筑堡城，亦委逐便制置。
一、三受降城相去四百里，自置天徳军及振武节度，其东受䧏城、中受降城，并在腹内，都无大段兵马镇守。就中中受降城不过三五十人，古城摧断，都不修筑。今虏众在阴山之北，山中尽有过路，若突出山南，便入二城，即天徳、振武当时隔断。其中受降城本是突厥拂云祠，最是要地。今天德人力不及，望令太原、振武共出三千人，速与修筑，便令镇守，即天徳形势自壮，虏骑不敢窥边。
一、东受降城缘是近年新筑，城内无水，城外取金河水充饮，又于城西门掘一二十井，若被围守，即须困蹙。今筑月城，获取井水。其张仁愿旧城，颇当要害。张惟清错奏，恐黄河侵坏，先贤制置，皆有神灵保持，废来二十年，基址依旧，园蔬树木，至今尽在，隔河便是胜州，相去数里。望委巡边使与刘沔计会，如何却复旧城，至为穏便。以前件，臣等伏以回鹘在边，切须有备，边备既壮，制置不难。访问利害，大约如此。其要切须得使臣专往，自验机宜，谨具条疏如前。其间条疏不尽者，望委巡边使与所在节度使商量闻奏。谨具如前。”
287. ↑  《李德裕文集校笺》中册·文集卷十三·论天德军捉到回鹘生口等状：“右，臣等见今日天德军奏事官王可度云：「每有回鹘投降，及近城来捉得十人五人。缘不敢留在军城，问得事情后，便皆处置。」伏以回鹘穷困，情亦可怜，屡有杀伤，恐伤仁化。望付翰林赐田牟、仲武诏，前后更有此类，便递送太原。令配在诸州安置，稍为允惬。未审。”
288. ↑  《资治通鉴》卷二四六：“回鹘嗢没斯以赤心桀黠难知先告田牟云赤心谋犯塞乃诱赤心并仆固杀之那颉啜收赤心之众七千帐东走河东奏回鹘兵至横水杀掠兵民今退屯释迦泊东李德裕上言释迦泊西距可汗帐三百里未知此兵为那颉所部为可汗遣来宜且指此兵云不受可汗指挥擅掠边鄙密诏刘沔武仲先经略此兵如可以讨逐事亦有名摧此一支可汗必自知惧”
289. ↑  《资治通鉴》卷二四六：“夏四月庚辰天德都防御使田牟奏回鹘侵扰不已不俟朝旨已出兵三千拒之壬午李德裕奏田牟殊不知兵戎狄长于野战短于攻城牟但应坚守以待诸道兵集今全军出战万一失利城中空虚何以自固望亟遣中使止之如已交锋即诏云朔天德以来羌浑各出兵奋击回鹘凡所虏获并令自取回鹘羁旅二年粮食乏绝人心易动宜诏田牟招诱降者给粮转致太原不可留于天德嗢没斯诚伪虽未可知然要早加官赏纵使不诚亦足为反间且欲奖其忠义为讨伐之名令远近诸蕃知但责可汗犯顺非欲尽灭回鹘石雄善战无敌请以为天德都团练副使佐田牟用兵上皆从其言”
290. ↑  《李德裕文集校笺》中册·文集第十三·条疏应接天德讨逐回鹘事宜状：“一、请速降中使，赍敕至云朔、天德已来，宣谕生熟退浑及党项诸部落等，待天德交锋后，任随便出军讨逐。如得羊马钱物奴婢等。任便本主自收，官中更不寻问。仍据杀戮回鹘多少，别议优赏。
一、自古出师，皆有副贰，以防主将有故，便须得人。石雄骁勇善战，当今无敌。望授天德军都防御副使、兼马步都知兵马使，助田牟攻讨，仍勒乘递赴天德军。
一、回鹘药罗葛元政马价绢，望且勒留在振武，令中使与忠顺同检点收管。如田牟已用兵，其药罗葛元政便望委忠顺收录。如请归降，仍作般次送付太原。除首领外，委刘沔且散配仪、沁、岚、石等州去塞远处安置，并官给粮食。如不肯降，即须收系，待后处分。其赵进用等，亦望诏刘沔收管。其首领于公馆安置，长行等散配诸处。
一、田牟都似不晓兵机。奏状已出三千人拒回鹘，计其兵数，必是全军尽出。忽有不利，城内岂免空虚？马上驰突，是戎狄所长，攻城围守，戎狄所短。田牟只合坚守城垒，以俟救兵。望速诏田牟，辄不得出兵野战，待诸处兵至，方可逐便讨除。
一、回鹘马军，难于支敌，依林守险，须用劲弩。望于浙西取弩手四百人，宣州取弩手三百人，令取河曲路赴天德。如所在逢回鹘，便令把隘，及依丛林射马。河曲路与天德直对，兼经历塩、夏等州所在要处，便堪应急。到天德后，权取田牟指挥。
一、嗢没斯诚款虽未知真伪，然早要别加官爵，纵使不诚，亦是反间。且要奖其忠义，为讨伐之名，令远近诸蕃知朝廷只是责可汗犯顺，非是要灭回鹘。
一、回鹘既乏粮食，又累年劳苦，人心易动，必可招降。望且遣田牟速招，䧏者许以优赏。如有降虏，旋给粮食，递过太原，兼晓谕令于太原取优赏，不得留在天德。以前，臣等商量，若待天德奏到，已恐不及事机。望付翰林各撰密诏，令中使向前审详事势。如已接战，便须准此处分。如蒙允许，其石雄便须今日降敕。未审可否？”
291. 1 2 3  《旧唐书》李德裕传
292. ↑  五代王定保《唐摭言》
293. 1 2  《新唐書·卷一百八十·列传第一百五》李德裕傳
294. ↑  二人为唐文宗宰相，承文宗遺命将迎立太子李成美，武宗即位后遭貶。武宗又將賜二人死，李德裕納杜悰言力争得免，故德裕非徒以門戶之見而打擊善類者。
295. ↑  《集古录跋尾》卷九·唐李德裕大孤山赋：“赞皇文辞甚可爱也其所及祸或责其不能自免然古今聪明贤智之士不能免者多矣岂独斯人也”
296. ↑  据传为李德裕流放崖州途中，经儋州鬼门关所题。
297. ↑  王永波.李德裕集版本源流考[J].中国韵文学刊,2015,(29)3. p.92-96
298. ↑  《直斋书录解题》卷五·典故类·太和辨谤略三卷：“唐宰相李德裕撰初宪宗命令狐楚等为元和辨谤略十卷录周秦汉魏迄隋忠贤罹谗谤事迹德裕等删其繁芜益以唐事裁成三卷太和中上之集贤学士裴潾为之序元和书今不存邯郸书目亦止有前五卷”
299. ↑  《李德裕文集校笺》下册·李卫公集补·大和辨谤略序：“臣闻行险而言上者，非谓谤也，是实之所招也；蹈仁而被诬者，非己所召，是盗之所憎也。夫理身绝嫌，人臣止谤之术；虏受不纳，人君辨谤之明。然则正者邪之所仇，直者曲之所矫；有能为不才所忌，有功为无庸所嫉。四者苟立，四谤必随。况伪必乱真，佞实似智。铄金之口，不谋而同唱；成雷之蚊，未响而先合。以群阴而蔽孤阳，以众比而排独立，结其祸患，咸本谤言。莫不巧中于隐伏之微，善成于疑似之际，忠贤被之，无以自辨，亦良可哀哉！伏惟皇帝陛下体乾坤简易之德，合日月无私之照，视听自天，神明其化，恶淫哇之乱听，疾紫色之眩目，堲其谗说，常咏格言。臣等将顺天聪，缀缉旧典，发东观藏书之室，得元和辨谤之文，辞过万言，书成十卷。以其广而寡要，繁则易芜，方镜情伪之源，尤资详略之当，遂再加研考。所以理昔贤被诬之状，表前王善鉴之明，实愿视则倚衡，居则宥坐，绝其根蘖，永杜其来。必也视之于未形，鉴之于无象，方夏后《盘盂》之诫，比周王《玉几》之铭，测深虑远，取为殷鉴，使播扬有所消其象，萋菲无以成其文，忠臣得纳其诚，武臣得尽其力矣。于是征之周秦，覃及圣代，必极精简，有合箴规，特立新编，裁成三卷，谨缮写封进。臣等上奉宸谋，竭其钻仰，敢不虔序圣旨，冠于篇首云”
300. ↑  《旧唐书》本纪第十七·文宗：“己未宰臣李德裕进御臣要略及柳氏旧闻三卷”
301. ↑  《唐会要》卷三十六·修撰：“其年九月宰相李德裕进御臣要略次栁氏旧史”
302. ↑  《李德裕文集校笺》下册·李卫公集补·次柳氏旧闻序：“大和八年秋八月乙酉，上于紫宸殿听政，宰臣涯以下奉职事。上顾谓宰臣曰：「故内臣高力士终始事迹，试为言之。」臣涯谨奏云：「上元中，使臣柳芳得罪窜黔中，时力士亦从事巫州，因与周旋。力士以旧尝司史，为芳言先时禁中事，皆芳所不能知。而芳亦有质疑者，芳默识之。及还，编次其口语，号曰『问高力士说』。」上曰：「令访史氏取其事书之。」臣涯等既奉诏，乃诣芳孙度支员外璟询事。璟曰：「某祖芳前从力士问，观缕未竟，复著唐历，采摭义数尤相近者以传之。其录或秘不也宣，或怪奇非编录所宜及者，不以传。」今按求其书甚实。臣德裕亡父先臣与芳子吏部郎冕开元初俱为尚书郎，后官亦俱东出，道相与语，遂及高力士说，且曰：「彼皆目睹，非出传闻，信而有征，可为实录。」先臣每为臣言之。臣伏念所臆授凡有十七事，岁祀久更，遗稿不传。臣德裕非黄琼之练习，愧史迁之该博，唯次旧闻，惧失其传，不足以备大君之问，谨录如左，以补史官之缺云。”
303. ↑  《旧唐书》列传第一百二十四·李德裕
304. ↑  《新唐书》志第四十八至五十
305. ↑  《类说》卷七·献替记·李德雨：“京师久旱德裕拜相即日大雨枢密使曰禁中喜此雨呼相公名讹下一字曰李德雨”
306. ↑  陈寅恪：金明馆丛稿二编，李德裕贬死年月及归葬传说辩证，p.9-56
307. ↑  岑仲勉：唐史余沈，p.191-193
308. ↑  《李德裕文集校笺》下册·新补李德裕佚文佚诗·唐茅山燕洞宫大洞炼师彭城刘氏墓志铭：“炼师道名致柔，临淮郡人也，不知其氏族所兴。和顺在中，光英发外，婉嫕有度，柔明好仁。中年于茅山燕洞宫传上清法录。悦诗书之义理，造次不渝；宝老氏之慈俭，珍华不御。言行无玷，淑慎其身，四十一年于兹矣。余三册正司，五秉旄钺，棨戟在户，辂车及门，出入宠光，无不尽见，艰难危苦，亦已备尝。幼女乘龙，一男应宿，人世之美，无所缺焉。修短之间，奚足为恨？属久婴沉痼，弥旷六年，以余南迁，不忍言别，绵历万里，寒暑再期，舆峤拖舟，涉海居陋，无名医上药可以尽年，无香稻嘉蔬可以充膳。毒暑画烁瘴气夜侵，才及三时。遂至危亟。以己巳岁八月二十一日终于海南旅舍，享年六十有二。[...]”
309. ↑  《李德裕文集校笺》下册·新补李德裕佚文佚诗·滑州瑶台观女真徐氏墓志铭：“徐氏润州丹徒县人，名盼，字正定，疾亟入道，改名天福。大和己酉岁十一月己亥，终于滑州官舍，享年廿三。呜呼哀哉！长庆壬寅岁，余自御史丞出镇金陵，徐氏年十六，以才惠归我，长育二子，勤劳八年。惟尔有绝代之姿，掩于群萃；有因心之孝，合于礼经。其处众也，若芙蓉之出𬞟萍，隋和之映珉砾；其立操也，如昌花之秀深泽，菊英之耀寒岁。仪静体闲，神清意远，固不与时芳并艳，俗态争妍。嗟乎！崖谷之兰，植于庭则易朽；江潭之翠，驯于人则不久。岂天意吝奇芳于近玩，不锺美于凡情？淑景鲜辉，掩阴氛而遂翳；良圭粹质，委埃尘而忽碎。无心所感，况在同心。残月映于轩墀，形容如觌；孤灯临于帷幔，音响疑闻。冥冥下泉，嗟尔何托？余自宦达，常忧不永，由是树槚旧国，为终焉之计。粤以其年十二月二十日葬于洛阳之邙山，盖近我也。庶其子识尔之墓，以展孝思。一子多闻早夭，次子烨，将及捧雉，未能服缟。顾视不忍，强为之铭。铭曰：郁余思兮哀淑人，才窈窕兮当青春。去吴会兮别尔亲，越梁宋兮倦苦辛。抱沉疾兮弥十旬，终此地兮命何屯！嗟尔子兮未识，洒余涕兮霑巾。托邙山而归后土，为吾驱蝼蚁而拂埃尘。「大和三年十二月」”
310. ↑  《十國春秋》卷62：“先是故唐宰相刘瞻者，殷衡姊婿也。有子赞，幼孤，而性不慧。殷衡教之读书，每督以箠楚。登进士第梁时充崇政院学士，犹久念殷衡不忘。”
311. ↑  《太平御览》载“朱崖慕其德，以愛女適隋之子。李太尉家有路郎，隋之子也。”指路随有子娶李德裕女。《唐语林·芝田录·类说》：李卫公慕其（路随）淳素笃行，结为亲家，以女适路氏。但李德裕女婿路绾应为路随兄子。路启《唐故商州丰阳县令唐府君夫人阳平路氏墓志铭》：夫人路氏，阳平人。……曾祖泌，检校户部郎中、河中副元帅判官赠司徒；祖陵，汝州临汝县令赠吏部侍郎；考绾，尚书左司郎中、史馆修撰。亲叔祖隋为宰相，外族赵郡李氏，祖德裕为太尉。

| 前任： 李程 | 唐朝尚书左仆射 （非宰相） 841年—842年 | 繼任： 陈夷行 |
| 前任： 王涯 | 唐朝司空 842年—843年                  | 繼任： 李让夷 |
| 前任： 裴度 | 唐朝司徒 843年—844年                  | 繼任： 白敏中 |
| 前任： 李晟 | 唐朝太尉 844年—846年                  | 繼任： 李紘   |